# Theodor Storm

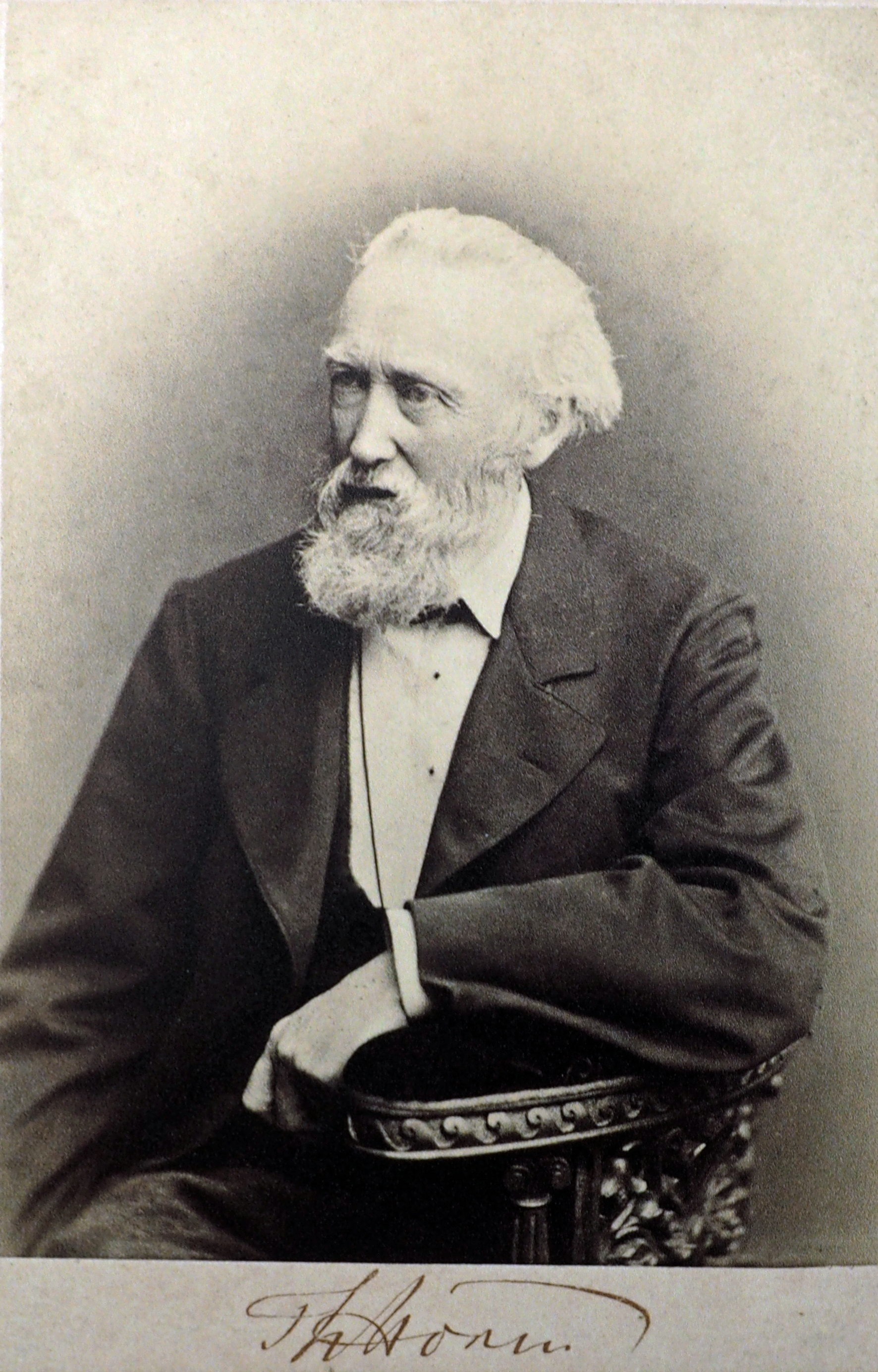
Theodor Storm (vor 1888)

Hans Theodor Woldsen Storm (* 14. September 1817 in Husum, Herzogtum Schleswig; † 4. Juli 1888 in Hanerau-Hademarschen) war ein deutscher Schriftsteller. Mit seiner Lyrik und Prosa gehört er zu den bedeutendsten Vertretern des Poetischen Realismus. Storm ist vor allem für seine Novellen bekannt, empfand sich allerdings in erster Linie als Lyriker und sah die Gedichte als Ursprung seiner Erzählungen. Für ihn war das Erlebnis das Fundament seiner Gedichte, während er der Gedankenlyrik fernstand. Einige Verse und Novellen richten sich gegen den Adel und kritisieren die Beamtenhierarchie sowie die Verbindung weltlicher und geistlicher Kräfte.
Neben den frühen lyrisch-stimmungsbetonten Werken wie Immensee und Angelica finden sich in der Novellistik seiner mittleren und späten Jahre weitere Themen und Impulse. Zu ihnen gehören religions- und sozialkritische Ideen wie in Veronica, Im Schloß oder Ein Doppelgänger. Mit Kunstmärchen und unheimlichen Novellen wie Draußen im Heidedorf und Renate, Eekenhof und schließlich Der Schimmelreiter steht sein Werk in einem Spannungsverhältnis zu Vorgaben des Realismus.
Storm war Jurist und verarbeitete seine beruflichen Erfahrungen in zahlreichen Novellen. Obwohl die Politik für ihn nicht das eigentliche Interessengebiet war, bezog er unter dem Druck geschichtlicher Ereignisse Stellung zu gesellschaftlichen Fragen und war bereit, sich zu engagieren. So war er Mitbegründer eines patriotischen Hilfsvereins und schrieb auf Wunsch seines Freundes Theodor Mommsen Berichte über die Schleswig-Holsteinische Erhebung. Da die dänischen Behörden seine Berufserlaubnis nicht verlängerten, zog er 1853 nach Potsdam, um am dortigen Kreisgericht zu arbeiten. 1856 siedelte er nach Heiligenstadt im katholischen Eichsfeld über, kehrte 1864 nach Husum zurück und übernahm das Amt des Landvogts. 1880 verließ er seine Heimatstadt und verbrachte die letzten Lebensjahre in Hademarschen. Dort entstand mit dem Schimmelreiter seine letzte und umfangreichste Novelle.

## Leben

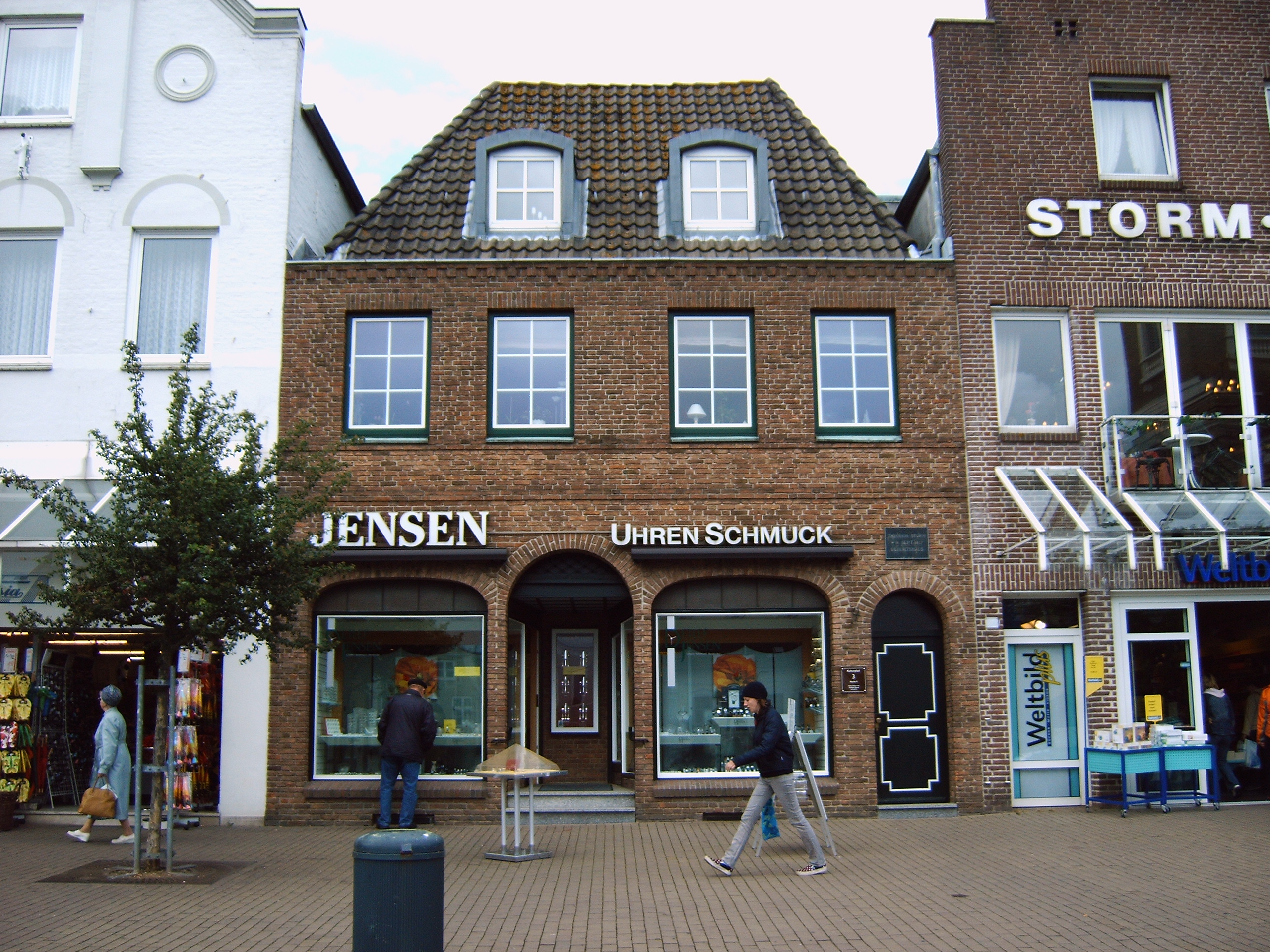
Geburtshaus in Husum

### Kindheit, Jugend und Studium (1817–1842)
Hans Theodor Woldsen Storm wurde als erstes Kind des Justizrats Johann Casimir Storm und dessen Frau, der Patriziertochter Lucie Woldsen (1797–1879) in Husum, Markt 9, geboren. 1818 zog die Familie in das Haus Neustadt 56 um, 1821 in das Haus der Großeltern Woldsen, Hohle Gasse 3. Mit vier Jahren kam Storm in die Klippschule. Aus einem wohlhabenden Elternhaus stammend, erlebte er eine unbeschwerte Kindheit und entwickelte ein positives Verhältnis zu seiner Heimatstadt, in der von sozialen Spannungen wenig zu spüren war. Husum gehörte zum Herzogtum Schleswig und war Teil des dänischen Gesamtstaates, so dass man sich geehrt fühlte, als der dänische König Christian VIII. im Jahre 1840 seinem Vater den Dannebrogorden verlieh.
Als Kind lauschte Storm den Geschichten der Bäckerstochter Lena Wies und erhielt so erste Hinweise auf unheimliche Phänomene und Gespenstisches. Die ältere Schwester seines Kindermädchens beeindruckte ihn mit ihrer plattdeutschen Vortragskunst. In seinem Gedenkblatt für Lena Wies erinnerte er sich 1873, wie sie „in gedämpftem Ton“ und mit andachtsvoller Feierlichkeit nicht nur eigene Erlebnisse oder „aufgelesene Geschichten“, sondern auch „die Sage von dem gespenstischen Schimmelreiter“ erzählte, „der bei Sturmfluten nachts auf den Deichen gesehen“ worden sei.
Von 1826 bis 1835 besuchte er die Husumer Gelehrtenschule. Anschließend schickte ihn sein Vater für drei Semester auf das neuhumanistische Katharineum zu Lübeck, damit er dort seiner Schulbildung „die letzte Politur geben“ könne. Als 15-jähriger Schüler schrieb er seine ersten Gedichte, die der damals populären Wochenblattpoesie nachempfunden waren (erstes überliefertes Gedicht: An Emma, 1833); in der Schule lernte er Beispiele antiker Poesie nachzuahmen und schrieb erste Prosatexte. Vier Gedichte und mehrere journalistische Arbeiten wurden im Husumer Wochenblatt (Sängers Abendlied, 27. Juli 1834) und im Dithmarscher und Eiderstedter Boten abgedruckt.

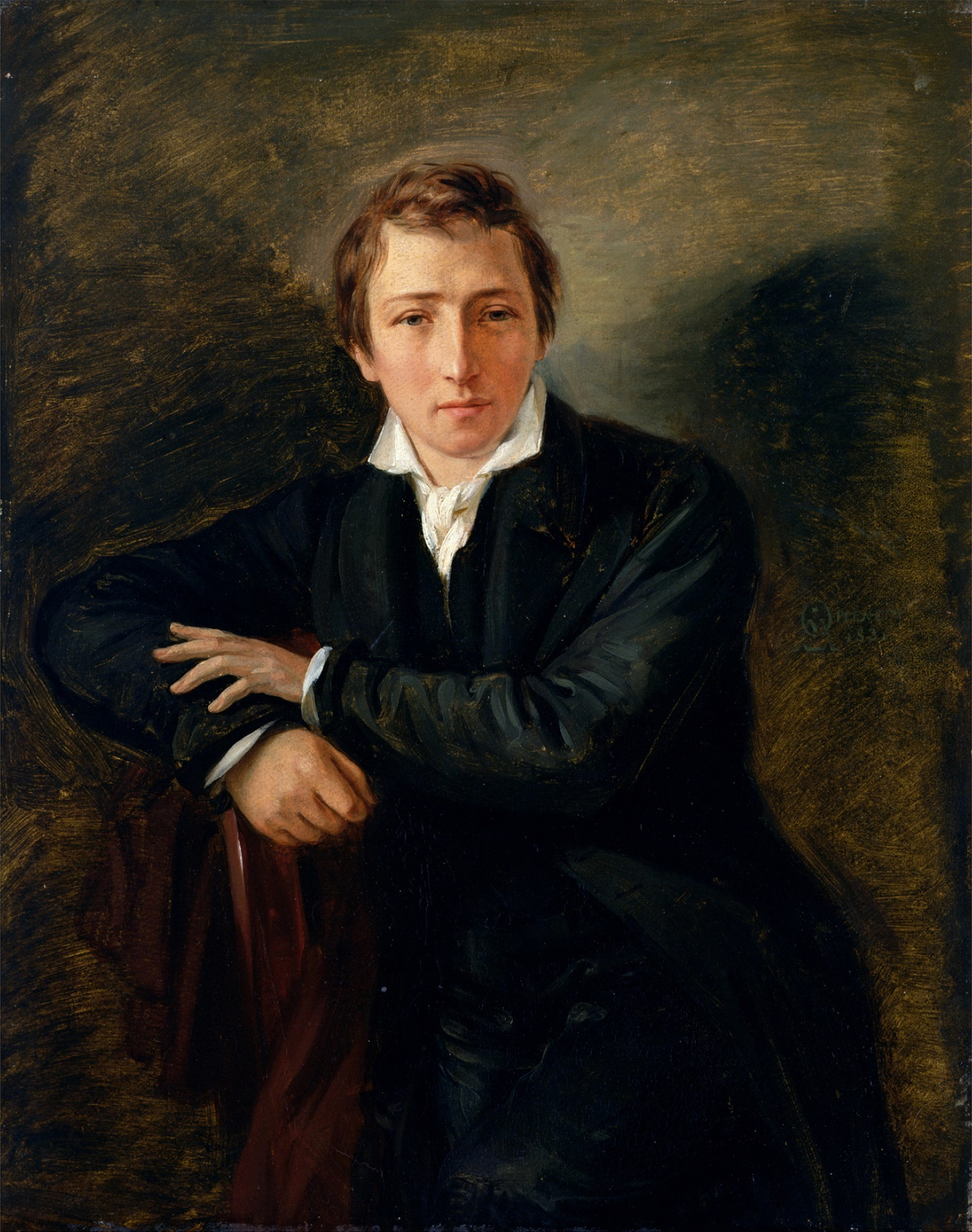
Heinrich Heine, den Storm neben Mörike und Eichendorff sehr schätzte

Während auf der Husumer Gelehrtenschule nur verhalten von Friedrich Schiller die Rede war, nicht aber von Johann Wolfgang von Goethe oder zeitgenössischen Dichtern wie Joseph von Eichendorff oder Heinrich Heine, wurde Storm in Lübeck „in den ganzen Kreis der neuen Bildung eingeweiht“, wie er in einem späteren Brief an Ada Christen bemerkte. Anlässlich seines 70. Geburtstags lobte Storm seinen Vater dafür, ihn vor dem Studium für anderthalb Jahre auf das Katharineum geschickt zu haben, das „unter Jacob und Classen in höchste Blüte“ gestanden habe. Dort habe er „höhere Luft“ atmen und „bedeutendere Menschen“ treffen können. Friedrich Jacob (1792–1854), der Direktor der Einrichtung, und der junge Lehrer Johannes Classen (1805–1891) beeindruckten ihn durch ihre Persönlichkeit und erweiterten auch außerhalb der Einrichtung seinen Bildungshorizont mit lateinischen Studien oder der gemeinsamen Lektüre deutscher Dramen.
In dieser Stadt lernte er den Philosophen Ferdinand Röse kennen, der ihn unter anderem mit Eichendorffs Lyrik und Heines Buch der Lieder bekannt machte.
Ab 1837 studierte Storm Jura an der Christian-Albrechts-Universität zu Kiel, wo er 1837 Mitglied der Burschenschaft Albertina und Konkneipant des Corps Holsatia wurde. 1838 zog er nach Berlin und setzte sein Studium an der dortigen Universität fort. Er besuchte das Theater, bewunderte mit seinem Freund Röse den berühmten Schauspieler Karl Seydelmann, der in seiner Paraderolle als Mephisto brillierte, und unternahm mit befreundeten Kommilitonen eine vierwöchige Bildungsreise nach Dresden. Trotz dieser Kunstgenüsse fühlte er sich in der preußischen Hauptstadt nicht heimisch und kehrte im Herbst 1839 nach Kiel zurück. Während der Studienzeit erweiterte er seinen Horizont und distanzierte sich von der bürgerlich-engen Welt Husums. Die unterschiedlichen Erfahrungen des Studentenlebens gingen später in die Novellen Immensee und Auf der Universität, Der Herr Etatsrat und Zur Chronik von Grieshuus ein. Er verbrachte die einst geliebte Weihnachtszeit nun häufig nicht mehr im Familienkreis, sondern mit seinen Freunden in Lübeck, Berlin oder Kiel. In seiner frühen, ungewöhnlich humoristischen Prosaskizze Beroliniana (1838), deren Duktus an E.T.A. Hoffmann und Jean Paul erinnert, verspottete er sich selbst in der Figur des „von der grauen Nordsee“ stammenden „Studiosus Nordheim“, der in die Großstadt kommt, aber kein Interesse für das Brandenburger Tor oder den Tiergarten hat und von „seinem Vaterstädtchen“ träumt.

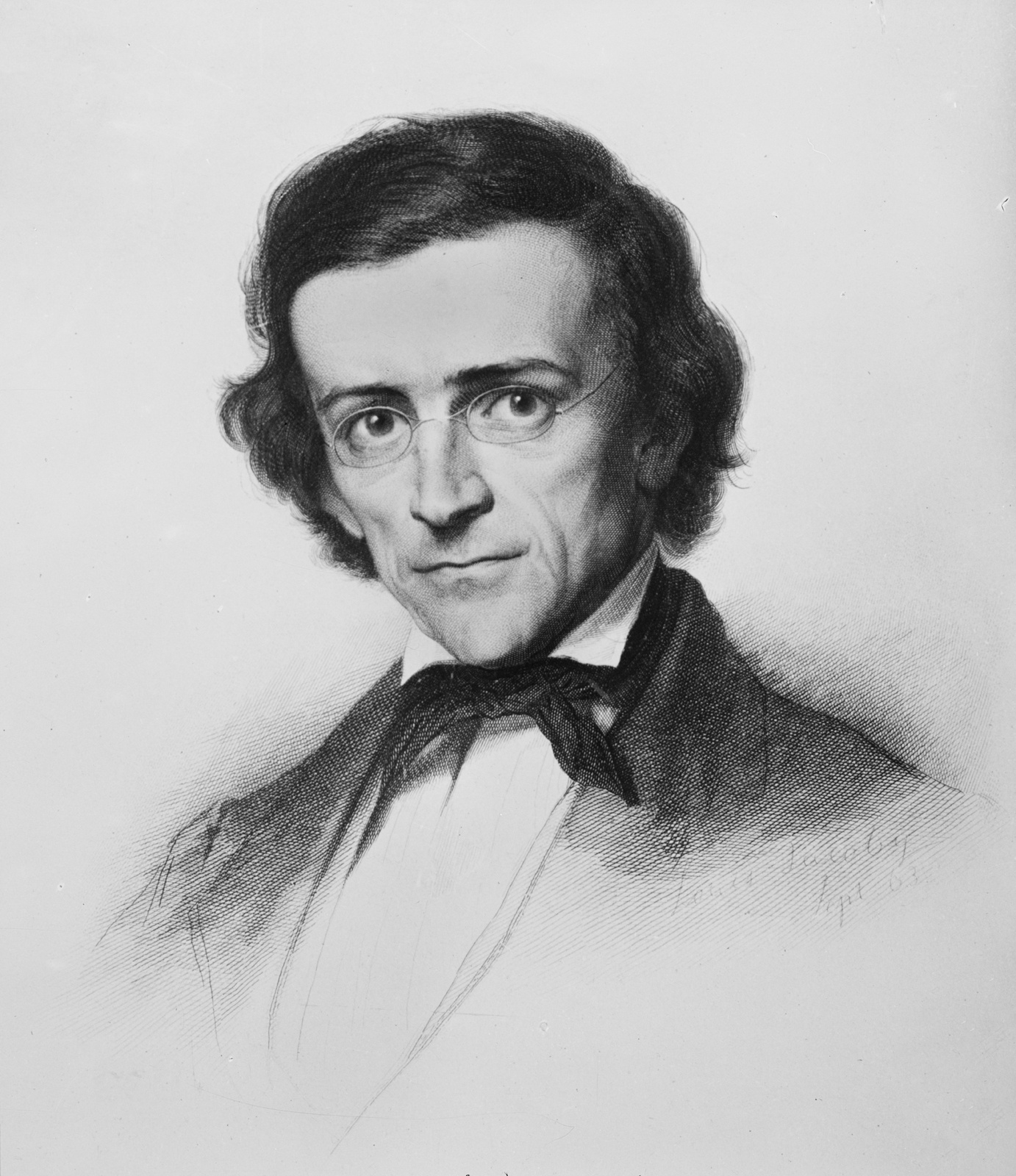
Theodor Mommsen, Stich von Louis Jacoby, 1863

Damals begann seine Freundschaft mit Theodor und Tycho Mommsen, mit denen er eine Sammlung schleswig-holsteinischer Lieder, Märchen und Sagen zusammentrug und zeitweilig eine Wohnung teilte. In diesem Kreis machte er sich mit zeitgenössischer Lyrik vertraut, etwa der Eduard Mörikes. Obwohl die Werke des Freundeskreises meist konventionell blieben, konnte Storm ansatzweise eine eigenständige lyrische Handschrift entwickeln. 1843 veröffentlichten sie das Liederbuch dreier Freunde, das 121 selbstverfasste Gedichte der drei Autoren enthält, 44 davon aus der Feder Storms, und als weiteres „Sich-Distanzieren“ von Husum betrachtet werden kann.
Im September 1837 verlobte Storm sich heimlich und schnell mit Emma Kühl aus Föhr, in die er bereits als 12-Jähriger verliebt gewesen war. Nachdem er monatelang geschwiegen hatte, löste Emma Kühl diese Verlobung. Kurz vor seinem juristischen Examen im Oktober 1842 machte er der in Altona lebenden 16-jährigen Bertha von Buchan einen Heiratsantrag. Als das christlich erzogene Mädchen, in das er sich schon Weihnachten 1836 verliebt hatte, den Antrag zurückwies, war er tief getroffen und schrieb Theodor Mommsen, „die Liebe zu diesem Kinde“ werde sein „Leben noch schlimm verwüsten“.
Nach dem Examen kehrte er mit hohen Spielschulden Ende Oktober 1842 in seine Heimatstadt zurück und arbeitete zunächst in der florierenden Kanzlei seines Vaters. Im Elternhaus in der Hohlen Gasse bewohnte er „die hübscheste Stube“, wusste aber bald nicht mehr, wie es weitergehen sollte. War er einerseits von „häuslichen Gefühlen“ erfasst, als er das vertraute Brausen der Nordsee hörte, war ihm doch „wunderlich öde“ zumute, und er vermisste das „leichtsinnige Kieler Straßengewimmel.“

### Rechtsanwalt in Husum (1843–1853)

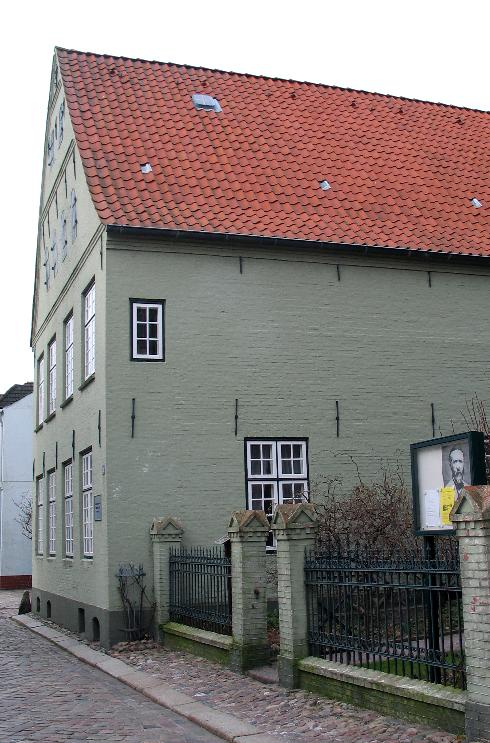
Von Storm bewohntes Haus in Husum, heute Storm-Museum

Das anfangs entspannte Arbeitsverhältnis mit seinem Vater verlief nach einiger Zeit weniger harmonisch. Storms Vater sei „von heftigem Temperament“, während er sich selbst als „leicht reizbare Natur“ beschrieb. So verließ er Mitte April 1843 das Elternhaus und die Kanzlei seines Vaters, zog in die Großstraße 11 und eröffnete dort eine eigene Praxis unter dem Namen „Woldsen-Storm.“ Da ein Jurist im Herzogtum Schleswig die dänische Sprache beherrschen musste, polierte er seine Schulkenntnisse auf und absolvierte eine Prüfung bei Niels Nikolaus Falck in Schleswig.
Im April 1843 gründete Storm mit dem „Singverein“ Husums ersten gemischten Chor für Frauen- und Männerstimmen, dem seine Mutter Lucie beitrat und der von seiner Schwester Helene am Klavier begleitet wurde. Anders als in den patriotischen Liedertafeln, die vielerorts als Männerchöre gegründet wurden, ging es dort nicht um Politik, sondern um musikalische Kunst. Hier konnte er seine Musikalität ausleben und die Zuhörer mit seiner auch von Pauline Viardot-García gelobten Tenorstimme beeindrucken. Seine Begeisterung übertrug sich auf die Sänger, und bereits im August 1843 gab der Verein sein erstes Konzert, bei dem seine Cousine Constanze Esmarch (1825–1865) mitsang und das im Königlich Privilegierten Wochenblatt gelobt wurde.
Im Januar 1844 verlobte sich Theodor Storm mit Constanze und heiratete sie 1846 im Rathaus von Segeberg. Aus der Ehe gingen sieben Kinder hervor:
- Hans (* 25. Januar 1848 in Husum; † 5. Dezember 1886 in Aschaffenburg)[19][20]
- Ernst (* 30. Januar 1851 in Husum; † 24. Dezember 1913 in Husum)
- Karl (* 10. Juni 1853 in Husum; † 18. April 1899 in Varel/Friesland)[21]
- Lisbeth (* 10. Juni 1855 in Potsdam; † 23. Oktober 1899 in Berlin)
- Lucie (* 12. August 1860 in Heiligenstadt; † 17. März 1935 in Charlottenburg)
- Elsabe (* 24. Januar 1863 in Heiligenstadt; † 17. April 1945 in Rödemis)
- Gertrud (* 4. Mai 1865 in Husum; † 26. April 1936 in Husum)[22]

Nach dem ersten Ehejahr ließ Storm sich auf eine Affäre mit Dorothea Jensen ein, die er in seinem Singverein kennengelernt hatte. Wie er zwanzig Jahre später seinem Freund Hartmuth Brinkmann schrieb, fehlte ihm in seiner „jungen Ehe [...] die Leidenschaft“ und „jene berauschende Atmosphäre“, die er bei Doris fand und der er nicht widerstehen konnte. Die Beziehung war kein Geheimnis in Husum, dauerte mit „Hingebung [...] Kampf und [...] Rückfällen jahrelang“ an und verbreitete „viel Leid um sich“, bis die Geliebte dem Druck der Familien wich und Husum verließ. Die Passion ging in leidenschaftliche Verse ein, die Storm in dem Zyklus Ein Buch der roten Rose sammelte. In der kurzen, 1855 erschienenen Novelle Angelica trägt die Titelfigur Züge seiner Geliebten.
Dass die Ehe nicht zerbrach, war vor allem Constanze zu verdanken, die ihre Eifersucht im Zaum hielt. Im weiteren Verlauf der Jahre entwickelte sich die Verbindung zu einer wichtigen „Lebens- und Liebesgemeinschaft“ und überstand Belastungen wie sein Exil in Potsdam und Heiligenstadt ebenso wie die damit verbundenen materiellen Probleme und seelischen Strapazen.
Wie sein Freund Mommsen engagierte Storm sich während der Schleswig-Holsteinischen Erhebung ab 1848 gegen die dänische Herrschaft. So war er Mitbegründer des „Patriotischen Hülfsvereins“ und veröffentlichte Beiträge in der Schleswig-Holsteinischen Zeitung, für die Mommsen in Rendsburg als Redakteur arbeitete. 1849 unterzeichnete er eine Petition, in der dem dänischen König Friedrich VII. die Herzogswürde abgesprochen und das Ende der Personalunion gefordert wurde. Auch nach dem Friedensschluss von 1850 zwischen Dänemark und Preußen nahm er eine unversöhnliche Haltung gegenüber Dänemark ein. Daraufhin warfen die dänischen Behörden dem „Untergerichtsadvokaten H. T. Woldsen-Storm“ vor, er habe während des „Aufruhrs“ und der „Insurrection“ eine separatistische Tendenz gezeigt und seine „schleswig-holsteinische Gesinnung durch Unterschrift illoyaler Adressen [...] wider die Obrigkeit“ mehrfach manifestiert und lehnten eine Bestätigung der Zulassung als Rechtsanwalt ab.

### Gerichtsassessor in Potsdam (1853–1856)

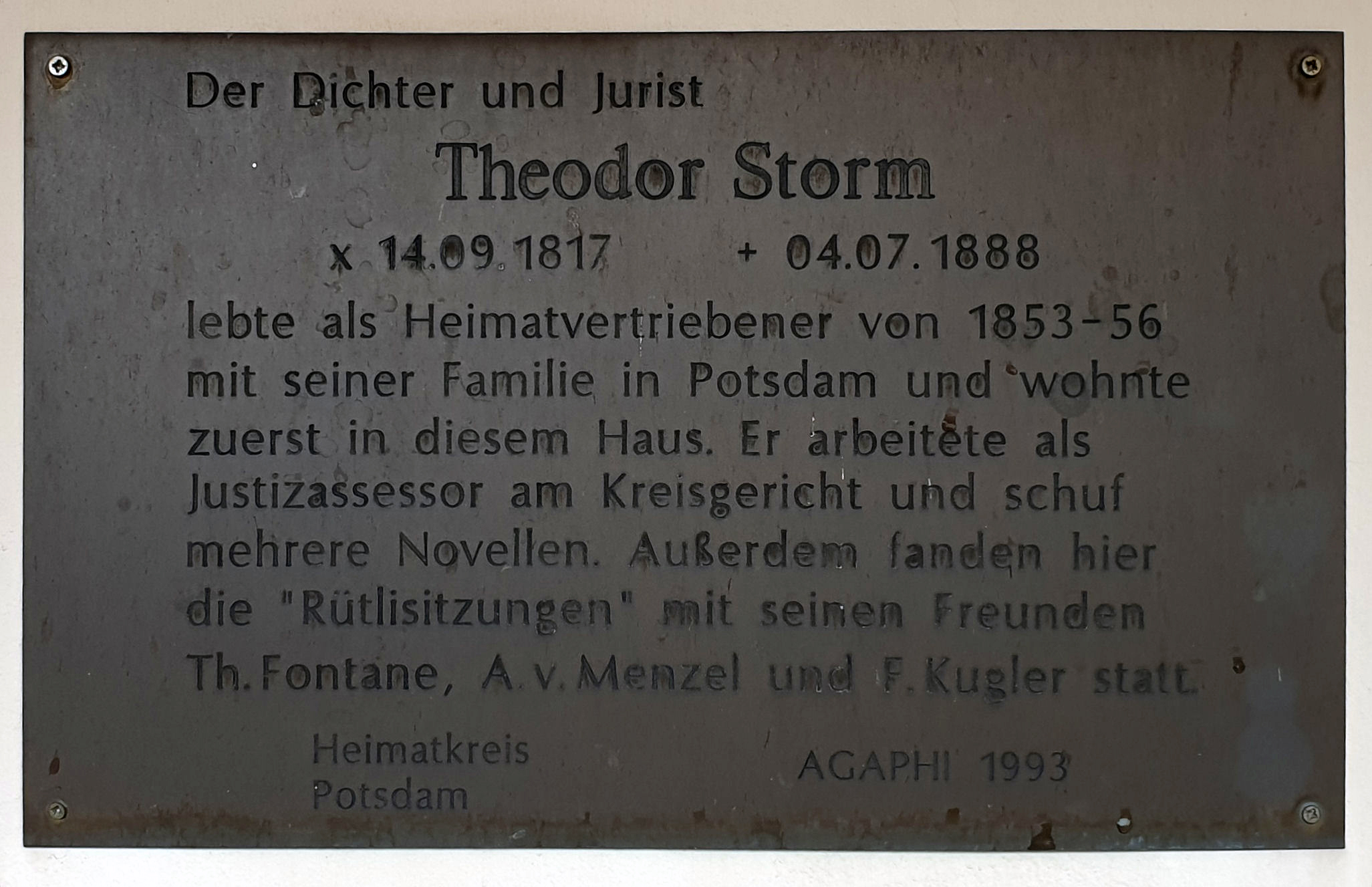
Gedenktafel am Haus Brandenburger Straße 70 in Potsdam

1853 sprach man ihm in Berlin eine unbezahlte Anstellung im Kreisgericht von Potsdam zu. Sein Vorgesetzter war der damalige Direktor Karl Gustav von Goßler, in dessen Familie Storm verkehrte. Zu dieser Zeit erschien seine schon 1849 geschriebene Novelle Immensee, die ihn einer breiten Leserschaft bekannt machte und bereits zu seinen Lebzeiten in mindestens 28 Auflagen gedruckt wurde.
Die hohe Arbeitsbelastung mit bis zu zwölf Stunden täglich brachte ihn im ersten Jahr mehrfach an physische und psychische Grenzen. Obwohl seine Kollegen ihn unterstützten, sich einige freundschaftliche Kontakte ergaben und er durch den nahegelegenen Park Sanssouci spazieren konnte, fühlte er sich in der fremden Umgebung nicht wohl.
Sein künstlerischer Freundeskreis im Rütli, zu dem unter anderem Theodor Fontane und Franz Kugler zählten, trug dazu bei, dass der republikanisch Gesinnte sich im Kreise der preußisch Konservativen zunehmend isoliert fühlte. So klagte er gegenüber Fontane, „in der berliner Luft“ liege etwas seinem Wesen Fremdes: Auch in „gebildeten Kreisen“ lege man den „Schwerpunkt nicht in die Persönlichkeit, sondern in Rang, Orden und dergleichen Nipps“. Der preußische „Menschenverbrauch“ sei für viele nur „in der Hoffnung auf ein Bändchen im Knopfloch“ auszuhalten. Während er Husum verklärte, war ihm das „spezifisch preußische Wesen“ der „Feind aller Humanität“, und „in einem preußischen Gardeleutnant“ sah er lediglich „ein trauriges Werkzeug der Tyrannei“, wie Fontane es ausdrückte. In dieser Zeit entstand sein erst 1856 veröffentlichtes Naturgedicht Meeresstrand, dessen Entwurf er am 9. Juni 1854 an seinen Vater schickte, um ihm sein Heimweh zu erklären. Auch das in Potsdam geschriebene Gedicht Für meine Söhne, in dem Storm „vor dem Karrieremachen“ warnt, ist aus einer Haltung gegen die Berliner Verhältnisse entstanden.

### Kreisrichter in Heiligenstadt (1856–1864)

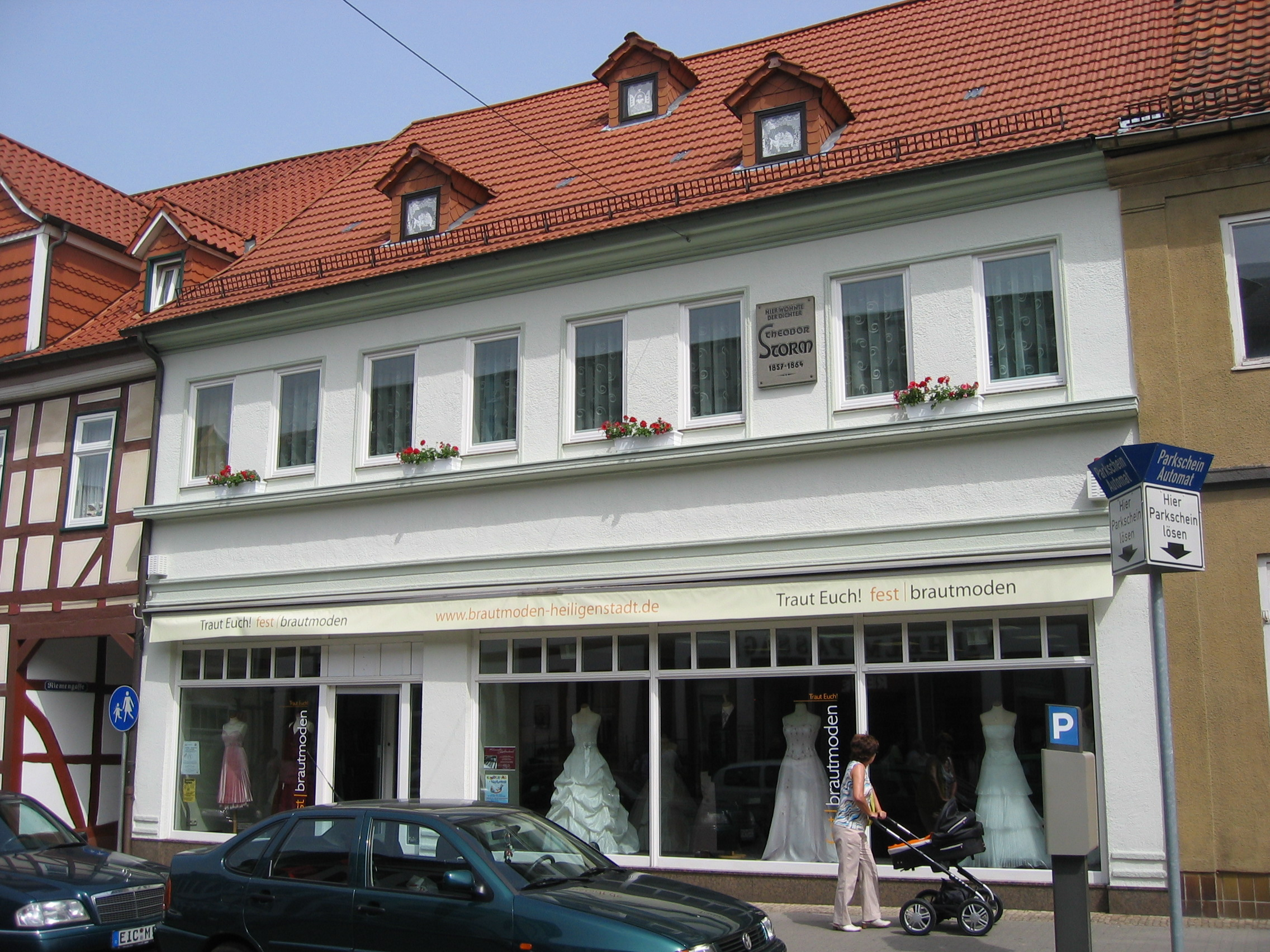
Wohnhaus Storms in Heiligenstadt

Storm erhielt im Sommer 1856 eine Anstellung als Richter am Kreisgericht im katholischen Eichsfeld bei Heiligenstadt. Er arbeitete dort nicht als Einzelrichter, sondern auf Empfehlung seines Potsdamer Vorgesetzten in einem Kollegium. In Begleitung seines Vaters erreichte er die Stadt am 19. August und bezog mit seiner Familie zunächst Quartier auf einem Grundstück am Kasseler Tor, das zu dem Zeitpunkt noch außerhalb der Stadtmauer lag.
Storms jüngerer Bruder Otto, den es nach einer Lehre in Potsdam und Erfurt ebenfalls nach Heiligenstadt verschlagen hatte, erwarb das knapp zwei Hektar große Grundstück im Dezember für 6.800 Taler, um dort einen Gärtnerbetrieb aufzubauen. Sein Vater hatte ihm dies durch eine finanzielle Unterstützung und Anweisungen für den Kaufvertrag möglich gemacht. Im Mai des folgenden Jahres zog Storm mit seiner Familie in eine Wohnung in der Wilhelmstraße 73, in der die Töchter Lucie (12. August 1860) und Elsabe (24. Januar 1863) zur Welt kamen. Das seiner Wohnung gegenüberliegende „Gefangenenhaus“ in der Wilhelmstraße 68 machte er in seiner Novelle Pole Poppenspäler zum Schauplatz, an dem der Erzähler zwölf Jahre nach dem Abschied seiner Kinderliebe Lisei begegnet, deren Vater dort eingesperrt ist.
Storm freundete sich mit angesehenen Honoratiorenfamilien wie der des Landrats Alexander von Wussow an und gründete einen weiteren Gesangverein. Hatte das „Singkränzchen“ zunächst nur etwa 14 Mitglieder, waren es im März 1864, als Ferdinand von Hillers Oratorium Die Zerstörung Jerusalems aufgeführt wurde, mehr als 50. Der Briefwechsel mit den Freunden des Rütli-Kreises verlor in Heiligenstadt an Bedeutung; mit Ludwig Pietsch, den er über seinen Verleger Duncker kennengelernt und der seine Novelle Immensee illustriert hatte, gewann der eifrige Briefschreiber Storm aber einen weiteren Freund. Pietsch besuchte ihn in den Sommern 1861 bis 1863 und schrieb seine Erinnerungen in der Autobiographie Wie ich Schriftsteller geworden bin nieder.
Trotz der Arbeitsbelastung als Kreisrichter, der auch zwei Todesurteile mitverantwortete, war Storm schriftstellerisch produktiv: Mit Novellen wie Auf dem Staatshof (1859), Drüben am Markt (1861), Im Schloß (1862) und Auf der Universität (1863) gelang ihm der Durchbruch zum realistischen Erzähler. Darüber hinaus sind hier drei Kunstmärchen entstanden bzw. konzipiert worden: Die Regentrude (1864), Bulemanns Haus (1864) und Der Spiegel des Cyprianus (1865).

### Landvogt und Amtsrichter in Husum (1864–1880)

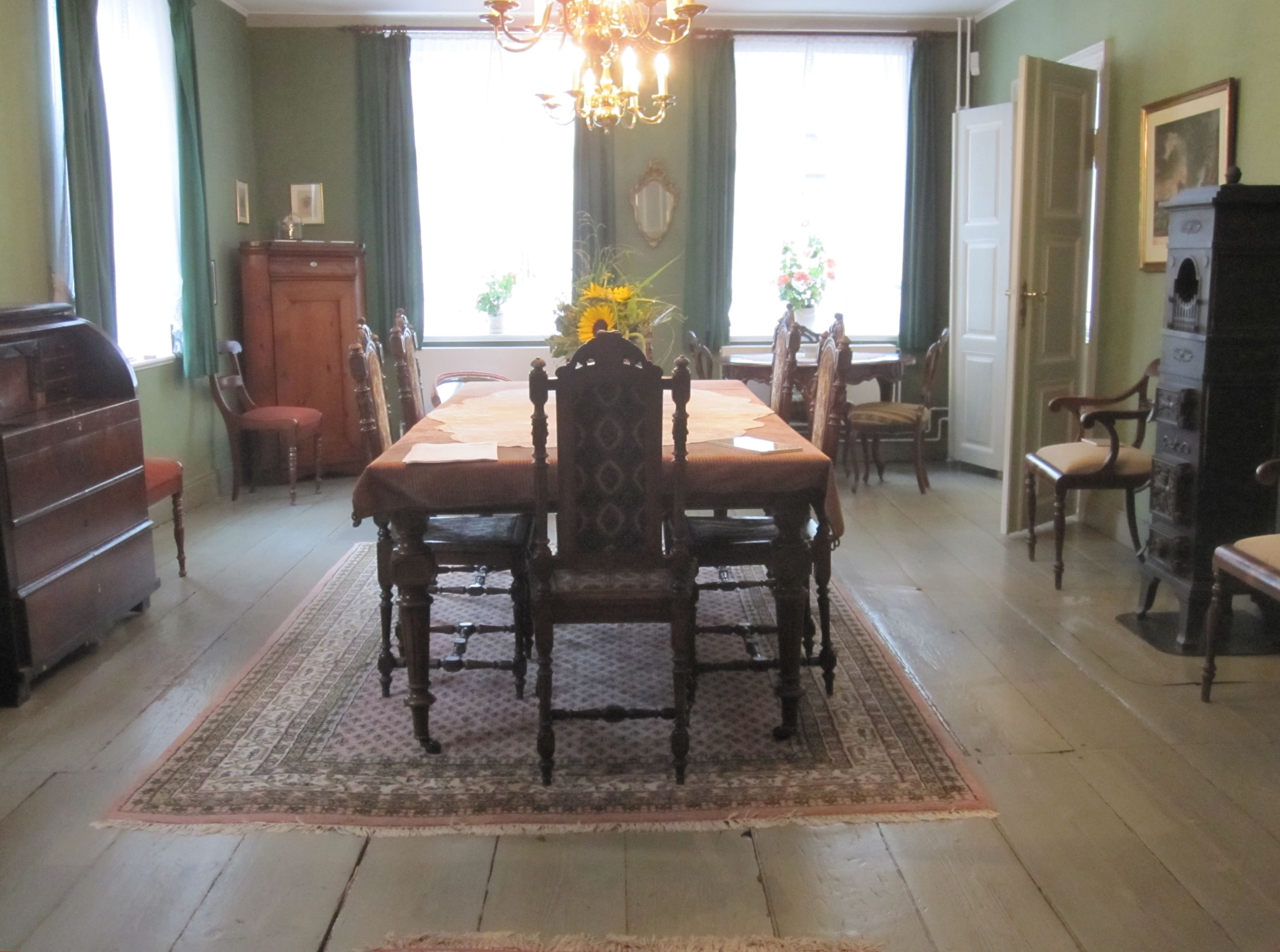
Wohnzimmer im Theodor-Storm-Haus in Husum

Nach der Niederlage Dänemarks im Deutsch-Dänischen Krieg 1864 wurde Storm in Husum von der Bevölkerung der Stadt zum Landvogt berufen. Im März des Jahres zog er zurück nach Husum und mietete das Predigerwitwenhaus in der Süderstraße 12, das über einen Garten verfügte, für den er sich eine Bank und einen Tisch zimmern ließ.
Constanze Storm starb am 20. Mai 1865 nach der Geburt ihres siebten Kindes Gertrud an Kindbettfieber, das in Husum grassierte. Sie wurde am 24. Mai in der Familiengruft auf dem St.-Jürgen-Friedhof beigesetzt.
Seine Trauer verarbeitete Storm in dem Gedichtzyklus Tiefe Schatten, dem er als Motto sein zwölf Jahre zuvor entstandenes Gedicht Trost voranstellte. Neben der Verzweiflung ist den Gedichten auch eine Besinnung auf ein diesseitiges Ethos anzumerken, eine „Lebensgläubigkeit“, die einen Gegenpol zu seinen Vergänglichkeitsgefühlen bildet. Schrittweise kämpfte Storm sich zurück ins Leben und konzentrierte sich auf die Arbeit. So ließ er keine Chorstunde ausfallen und war bemüht, die bisherigen „Lebensinteressen [...] aufrecht zu erhalten und zu stärken“, wozu neben Kunst- und Naturerlebnissen auch der Austausch mit Freunden gehörte. Auf Einladung seines Freundes Pietsch reiste Storm im Spätsommer 1865 nach Baden-Baden und besuchte den dort lebenden russischen Schriftsteller Iwan Sergejewitsch Turgenew. Vom 5. bis zum 13. September war er Gast in seinem Haus und traf auch die von Turgenew umworbene Sängerin Pauline Viardot-García.
Nach Ende des Trauerjahres heiratete Storm 1866 im kleinen Kreis seine alte Liebe Dorothea Jensen, zu welcher der Kontakt nicht abgerissen war. Sie bezogen das Haus Wasserreihe 31, das sie bis 1880 bewohnten und das heute als Theodor-Storm-Museum genutzt wird. Aus der Ehe ging die Tochter Friederike (* 4. November 1868 in Husum; † 9. Mai 1939 in Frankfurt am Main) hervor.
1867 wurde er im Zuge der preußischen Verwaltungsreform nach der Annexion Schleswig-Holsteins zum Amtsgerichtsrat ernannt. Gegen 1870 kam der damals 15-jährige Ferdinand Tönnies, später einer der Begründer der Soziologie, als Korrekturleser in Storms Haus und wurde später sein Freund. Tönnies blieb Storm bis zu seinem Tod eng verbunden und wirkte später bei der Einweihung des Storm-Denkmals mit. 1874 starb Storms Vater, 1878 seine Mutter. Seit 1877 stand Storm in Briefwechsel mit seinem Schweizer Schriftstellerkollegen Gottfried Keller.

### Alterssitz in Hademarschen (1880–1888)

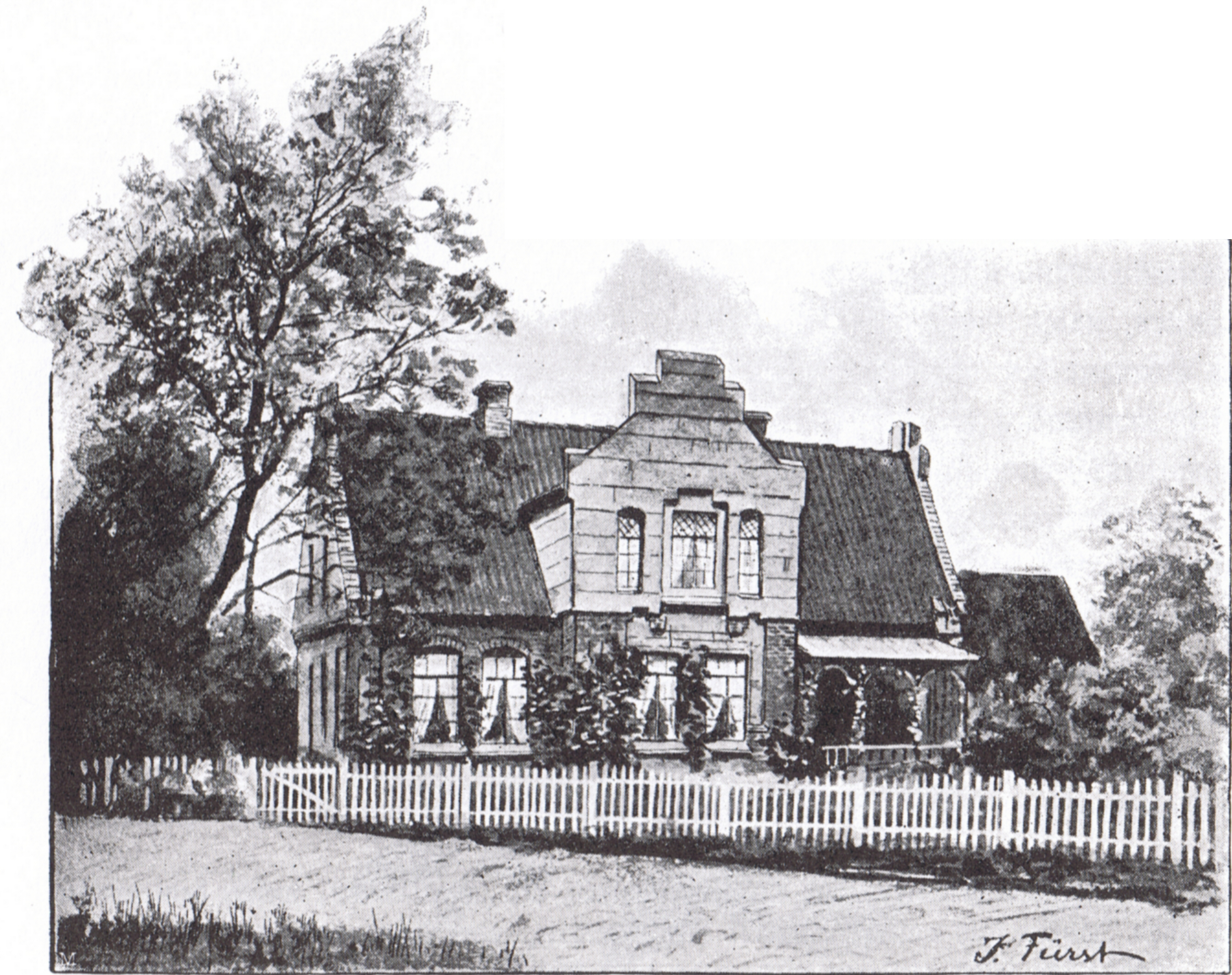
Hanerau-Hademarschen Storm-Haus, Zeichnung von Julius Fürst

Im Mai 1880 trat Storm in den vorzeitigen Ruhestand und zog nach Hademarschen, wo sein jüngerer Bruder Johannes Storm (1824–1906) einen Holzhandel betrieb. Theodor Storm ließ sich in der Hauptstraße des Ortes eine Villa errichten. Hier entstanden seine Altersnovellen: Die Söhne des Senators (1880), Der Herr Etatsrat (1881), Hans und Heinz Kirch (1882), Zur Chronik von Grieshuus (1884), Ein Doppelgänger (1887) und Ein Bekenntnis (1887).

Storms Schreibtisch

1884 kam es in Berlin zu einer letzten Begegnung mit Theodor Fontane. Zu Storms Ehren wurde im Saal des Englischen Hauses eine Feier ausgerichtet, bei der Theodor Mommsen die Festrede hielt.
Mit seiner Tochter Elsabe und Ferdinand Tönnies begab Storm sich 1886, gesundheitlich angeschlagen, auf eine recht lange Reise. In Braunschweig traf er im Haus des Verlegers Westermann den Schriftsteller Wilhelm Raabe. Über Nordhausen und Erfurt reiste er anschließend nach Weimar und nahm an der ersten Generalversammlung der Goethe-Gesellschaft teil. Er nutzte die Gelegenheit, seinen Freund und langjährigen Briefpartner Erich Schmidt zu treffen und besuchte Goethes Wohnhaus am Frauenplan, das bald darauf als Museum eröffnet wurde.
Zur Audienz bei Großherzog Carl Alexander von Sachsen-Weimar-Eisenach erschien er nicht mit Zylinder, sondern trug einen Schlapphut als Zeichen der Ablehnung des Feudalismus.
Im Weimar begegnete er auch dem Kurator der Friedrich-Schiller-Universität Heinrich von Eggeling, der ihn nach Jena einlud, wo er Anregungen zur Rahmengeschichte seiner sozialkritischen Novelle Ein Doppelgänger erhielt.
Theodor Storm litt bereits Ende 1886 an einer Krankheit, von der er sich nicht mehr erholen sollte, und war von weiteren Sorgen um seinen Sohn Hans geplagt. Seinem Freund Pietsch schrieb er, „das Vertrauen zum Leben verloren“ zu haben. Nachdem ihm der behandelnde Hausarzt Anfang 1887 auf sein Drängen die tatsächliche Diagnose Magenkrebs mitgeteilt hatte, verfiel er in eine reaktive Depression. Um ihn daraus zu befreien, inszenierten sein Bruder der Arzt Aemil Storm (1833–1897) und der Arzt Ludwig Glaevecke eine Scheinuntersuchung und stellten eine Herz-Kreislauf-Erkrankung sowie die Erweiterung der Aorta fest. Offenbar glaubte Storm an diese Pia fraus – oder wollte an sie glauben – und fand anschließend die Kraft, seine letzte und berühmteste Novelle Der Schimmelreiter zu vollenden.
Am 4. Juli 1888 starb er in Hademarschen an den Folgen der Krankheit. Seine letzte Ruhe fand er auf dem St.-Jürgen-Friedhof in Husum.

## Werk
Storm gilt neben Theodor Fontane, Friedrich Hebbel, Wilhelm Raabe und Gottfried Keller als bedeutender Vertreter des Realismus und ist vor allem für seine Novellen bekannt. Zahlreiche seiner Werke wurden in andere Sprachen übersetzt und werden heute noch aufgelegt. Die berühmte Novelle Der Schimmelreiter wird häufig als Lektüre im Deutschunterricht verwendet und wurde mehrfach verfilmt.
Storm selbst schätzte seine Lyrik indes höher ein als sein Erzählwerk, bewertete sie äußerst selbstbewusst und sah sie als Quelle seiner Erzählungen. Dabei war er sich ihrer geschichtsphilosophischen Dimension und der historisch sich ankündigenden Auflösung tradierter lyrischer Formen bewusst. Er bezeichnete sich als „letzten Lyriker“, der am Ende einer Entwicklungslinie von Matthias Claudius bis Heinrich Heine stehe. Vor allem in den frühen, stimmungsbetonten Erzählungen wie Immensee ist der Einfluss der Lyrik schon durch die eingestreuten Verse ersichtlich.
David A. Jackson erklärt Storms scheinbar anmaßende Selbsteinschätzung mit dem gefährdeten Status der Lyrik nach 1815: Obwohl weiterhin Gedichte in Anthologien und Almanachen veröffentlicht und begeistert aufgenommen wurden, fühlten viele Dichter, dass sie den ererbten Vorrat an Stilmitteln und Stimmungen nur noch nachahmten, ohne auf neue Themen eingehen zu können. Die gegenwartsferne Lyrik eines August von Platen mit ihrem Kultus der schönen Form schien die kritische Haltung gegenüber dem epigonalen Formalismus zu bestätigen. Ab etwa 1841 schien sich die Situation zu verändern. So folgten auf Georg Herweghs Sammlung Gedichte eines Lebendigen weitere Anthologien, in denen sich laut David A. Jackson Gefühle und Stimmungen nicht mehr zeigen sollten. Theodor Mommsen lehnte diese Entwicklung ab, und auch Friedrich Hebbel äußerte sich im Vorwort zu seiner Tragödie Maria Magdalena kritisch. Vor diesem Hintergrund erklärte Storm den Zeitgenossen und sich selbst, dass seine Liebeslyrik auch unter den neuen Umständen wichtig sei. Immer wieder betonte er, sie würde Gefühle und Erlebnisse wiedergeben, nicht aber Reflexionen darüber anstellen.

### Lyrik
Storm hinterließ über lyrische Dichtung keine abgeschlossene Abhandlung, sondern äußerte sich in zahlreichen Rezensionen, Vorworten und Briefen über sie und hatte klare Vorstellungen von ihrer Beschaffenheit.
Er stellte das Erlebnis als Entstehungsbedingung eines Gedichts in den Mittelpunkt, während er der Gedankenlyrik fernstand.
Als er Marc Anton Niendorfs Lieder der Liebe besprach, bezeichnete er es als „Fundament“ jeglicher Lyrik.
Lyrische Dichtung komme zwar nicht ohne Bildlichkeit aus, solle aber die „Bildermacherei“ als artifizielle Abstraktion meiden und auf „das verbrauchte Personifizieren von Himmel, Wind, Wolke, Muschel [...] und anderen leblosen Gegenständen“ verzichten.

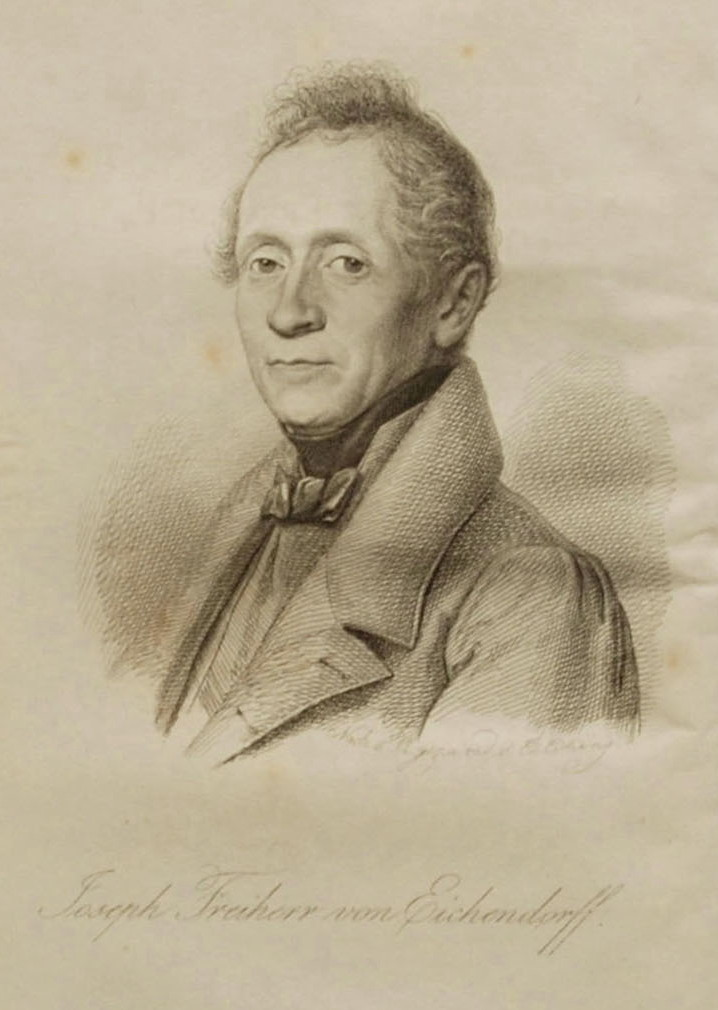
Joseph von Eichendorff (1841)

Nach dem Liederbuch dreier Freunde und den 1851 gedruckten Sommergeschichten und Lieder(n) mit 36 Gedichten folgte 1852 der erste eigene Sammelband Gedichte, der in späteren Ausgaben stetig erweitert wurde.
Als Vorbilder können Joseph von Eichendorff, Heinrich Heine und Eduard Mörike gelten. Lässt man lokalpolitische Anspielungen, niederdeutsche und scherzhafte Verse – so sein bekanntes Gedicht Von Katzen – außer Acht, gehören Natur, Liebe und später der Tod zu den bestimmenden Themen seiner Lyrik. Die Stoffe und Motive sind überschaubar, die Wortwahl ist meist schlicht.
Anders als bei seinem Freund Mörike ist auch die Metrik in der Regel einfach und wird vom paarweise gereimten, vierzeiligen Lied bestimmt. Storm erkannte und akzeptierte die damit verbundene Gleichförmigkeit, da ihm das Unveränderliche wesentlicher Bestandteil der Dichtung war.
Storm besaß die einzige zu Lebzeiten Eichendorffs erschienene Werkausgabe von 1841 und ließ ihn neben Heine in seinem 1870 erschienenen Hausbuch aus deutschen Dichtern seit Claudius am häufigsten zu Wort kommen.
Mit dieser Anthologie trat Storm nicht bloß als Dichter, sondern auch als Leser, Herausgeber und Kritiker auf, der mit dem Vorwort einen wichtigen poetologischen Text schrieb. Die Sammlung stellt die zentrale Evokation der Stimmung in den Vordergrund, misst dem Lied als der passenden Ausdrucksform für den Naturlaut eine wichtige Bedeutung zu und hebt sich vom bildungsbürgerlichen Kanon seines Antipoden Emanuel Geibel ab.
Vor allem seine Naturlyrik mit ihren Anklängen an die norddeutsche Küstenregion machte Storm bekannt. Zu ihr zählen die Gedichte Die Stadt und Meeresstrand, die sich in vielen Anthologien finden.
Das Etikett des Heimatdichters, mit dem die Naturdichtung auch in der Zeit des Nationalsozialismus versehen wurde, trifft allenfalls auf die Hälfte dieses Schaffens zu. Die Verse lassen sich eher als Erlebnis- und Stimmungslyrik erschließen. Die Forschung untersucht die Rolle des lyrischen Subjekts, das seine Gefühle und Wahrnehmungen verarbeitet.
In Briefen, Einleitungen und Vorworten nutzte Storm selbst diese Begriffe, um seine Dichtung zu charakterisieren. Wollte er Naturlaute oder -stimmungen ausdrücken, ging es ihm um ein subjektives Element der Wahrnehmung, nicht um die romantische Vorstellung einer Einheit von Mensch und Natur. Als aufgeklärter Bürger in einer von Technik und Naturwissenschaft beeinflussten Epoche sah er sich selbst als Teil der Natur, fühlte sich in seinem Erleben aber getrennt von ihr. Die Natur war nicht an sich selbst schön, sondern wurde es erst durch Einfühlung und Gestaltung.
Friedrich Theodor Vischers These „das Schöne ist nicht ein Ding, sondern ein Akt“ findet sich als Echo in seinem lyrischen wie novellistischen Werk. In seiner Novelle Eine Halligfahrt etwa lässt Storm den eremitisch lebenden „alte Vetter“ sagen, die Natur könne nichts geben, „als was wir selber ihr entgegenbringen.“
Storm verzichtete auf stilistisch extravagante Wendungen und kombinierte in den motivisch überschaubaren Versen häufig allgemeine und beschwörende Beschreibungen mit lakonischen Kommentaren. So in seinem Gedicht Meeresstrand: „Ich höre des gärenden Schlammes / Geheimnisvollen Ton, / Einsames Vogelrufen – / So war es immer schon.“
In seinem lyrischen Spätwerk finden sich kurze Todesgedichte, in der die Natur sich verselbständigt hat und einen eigenständigen Bezugsraum bildet, dem der Dichter zwar angerührt, aber ohne eigene Deutungen gegenübersteht. In dem düsteren Gedicht Über die Heide verknüpfte er Denken und Natur auch akustisch: „Über die Heide hallet mein Schritt; / Dumpf aus der Erde wandert es mit.“
Während die Naturgedichte und Verse über Tod und Vergänglichkeit von der Literaturwissenschaft der Gegenwart eingehend untersucht worden sind, galt Storm den zeitgenössischen Lesern vorwiegend als Liebesdichter. Betrachtet man die vielen zu Lebzeiten ungedruckten Texte, nimmt die Liebe in seinem Gesamtwerk tatsächlich eine wichtige Stellung ein. Nach epigonalen Anfängen zeigte sich eine eigene Handschrift bereits in den Versen, die er an die junge Bertha von Buchan adressierte. Die Gefühle für Constanze Esmarch und etwas später die Affäre mit Dorothea Jensen leiteten eine Phase ein, nach der er bis in die fünfziger Jahre viele seiner reifen Liebesgedichte verfasste.
Von einem gelungenen Gedicht erwartete Storm Anschaulichkeit und einen „tiefen Naturlaut“. Die lyrische Wirkung gehe nicht von gedanklichen Inhalten, sondern von der Phantasie und vom Gemüt des Autors aus, der davon beherrscht sei, „ein inneres Erlebnis poetisch zu fixieren.“ Von Storms eigener Poetik abweichend hat die Forschung die Erlebnis-Kategorie entweder verworfen oder von der Position des Autors gelöst und das Element der „Erlebnissuggestion“ betont.
Mag der biographische Hintergrund der Liebesgedichte auch erkennbar sein, handelt es sich bei ihnen um keine authentischen Protokolle, die seelisches Erleben spiegeln; das lyrische Ich wird vielmehr als Phänomen betrachtet, das durch die dichterische Sprache erst erzeugt wird. Storm gibt nicht unmittelbar die „Bewegung seines Herzens“ an den Leser weiter, sondern erzeugt Stimmungen, indem er Wörter, Klänge und Rhythmen kunstvoll arrangiert, um so „im möglichst Individuellen das möglichst Allgemeine auszusprechen.“
Abgesehen von wenigen Ausnahmen handelt es sich laut David A. Jackson nicht um realistische oder impressionistische Erlebnisgedichte, die tatsächliche Situationen wiedergeben würden. Manchmal griff Storm Motive auf, die in anderen Zusammenhängen entstanden waren. Seine Texte sind häufig programmatisch und beziehen sich auf klassische und christliche Symbole wie den Kelch oder den Lebensfunken, die eine neue und humanistische Bedeutung erhalten. Indem Storm von realistischen Details absah und das Erlebnis auf einer anderen Ebene ansiedelte, konnte er – etwa im Gedicht Rote Rosen – Liebesgefühle und Aspekte der Sexualität ansprechen. Das von Goethes Hymne Ganymed geprägte Werk gehört zum Zyklus Ein Buch der roten Rose, den er am 28. Februar 1848 an die Redaktion der Zeitschrift Europa schickte. Die Gedichte wurden wegen ihrer sinnlich-erotischen Darstellung nicht gedruckt. Sein 1851 geschriebenes Gedicht Mysterium geht noch weiter. Storm schildert, wie eine jungfräuliche Geliebte sich in der Liebesnacht entkleidet. Sie will dem Wunsch ihres Liebhabers nachgeben, weil es der letzte Moment vor ihrer Trennung ist. Der bevorstehende Abschied macht sie so müde, dass sie im Sinne eines Mysteriums noch vor der Vereinigung in seinen Armen einschläft.

### Prosa

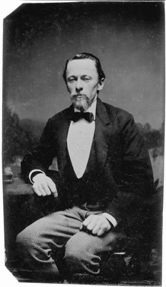
Storm in den 1860er Jahren. Ferrotypie, möglicherweise von Ferdinand Tellgmann.

Die vereinzelten poetologischen Anmerkungen Storms zur Novelle zeigen eine gattungsüberschreitende Komponente. Er beschrieb die Novelle als „Schwester des Dramas“ und bemerkte, seine Novellistik sei aus seiner Lyrik „erwachsen“. Seine Novellen sollten „erschüttern“ und nicht „rühren“, ein Affekt, der durch die gewählten dramatischen Elemente erzielt wird.
Karl Ernst Laage beschreibt am Beispiel der Novelle Renate, dass Storm sich den groben Inhalt eines Werkes zunächst als Szenenfolge notierte, die er vor dem inneren Auge hatte, und diese schließlich zu einer Einheit verband. Als ausgesprochener „Szenenseher“ schildere er Orte und Personen ebenso plastisch wie Perspektiven und Lichtverhältnisse, was bei der Lektüre zu inneren Bildern führe und Maler sowie Illustratoren angeregt habe.
Die Nähe seiner Erzählungen zum Drama lässt sich an der Dialogstruktur und Konstellation der Ereignisse erkennen, die an präzise Bühnenanweisungen erinnern.
In der Novelle Auf dem Staatshof, die bereits auf spätere Werke wie Carsten Curator und Der Schimmelreiter deutet, steigert sich die tragische Handlung bis zur Peripetie. Über die Instanz des fiktiven Rahmenerzählers, der seine eigene Perspektive kritisch reflektiert, gelang es Storm erstmals, die gattungstheoretischen Vorgaben des poetischen Realismus zu erfüllen. Mit diesem Kunstgriff wird nicht nur der Bauplan der Novelle erklärt, sondern auch deren Realitätsgehalt beglaubigt, ist der Erzähler doch ein Augenzeuge, der schon zu Beginn klarstellt, dass er sich womöglich nicht an alles erinnern kann.
Bereits in seiner frühen Novelle Immensee beginnt die Handlung mit einem Erzähler, der in einem Gestus der Objektivierung mit bestäubten Schnallenschuhen und einem Spazierstock vorgestellt wird, um so die vorhergehenden Ereignisse in den Text einfügen zu können. Der Erzähler sieht ein kleines, schwarz eingerahmtes Bild, spricht den Namen seiner Jugendliebe aus und leitet so die Binnenhandlung ein. Vom Porträt Elisabeths ausgehend ragt die Vergangenheit in die Gegenwart, die Abwesenden werden im Abbildungsmodus präsent. Wegen der Zeitsprünge zwischen den unterschiedlichen Lebensphasen stuft die Forschung das Werk überwiegend als „Erinnerungsnovelle“ ein. Anders als in den späteren Novellen, die auf weiteren Überlieferungsvorgängen beruhen, beglaubigt die Erinnerung einer Figur die textinterne Realität und eine „realistisch-wirkende Überlagerung“ getrennter Zeiten.
Häufig berichtet der für Storm typische Rahmenerzähler von seinen Erinnerungen oder breitet irgendwo aufgestöberte Dokumente aus, in denen es meist um eigene Probleme und Wünsche geht. Wie Paul Böckmann ausführte, stellte Storm die Inhalte seiner Erzählungen „gern in einen Erinnerungshorizont“, als wäre es nur lohnenswert, über das zu berichten, „was das innere Vorstellen seit langem beschäftigt“ und über die Zeiten „als lebendiges Bild weiterwirkt“.
Im Spätwerk Storms verschieben sich die Akzente; neue, soziale Konfliktlinien werden deutlich. Die Darstellung der Emanzipation des aufstrebenden Bürgertums gegenüber dem Adel weicht einer selbstkritischen Reflexion bürgerlicher Werte und Lebensformen. Zunehmend zeigt sich Storms Sensibilität für marginalisierte Außenseiter, Menschen aus schwierigen Verhältnissen und unteren Schichten. Novellen wie Carsten Curator, Der Herr Etatsrat und Hans und Heinz Kirch zeigen Konflikte zwischen bürgerlichem Leistungsstreben einerseits und Strukturen der bürgerlichen Familie andererseits. So verarbeitet er in der tragischen, von Thomas Mann gerühmten Erzählung Carsten Curator eigene Sorgen um seinen ältesten Sohn Hans Woldsen-Storm, der später als Arzt in Frammersbach bei Lohr und Wörth wirkte und 1886 ein Jahr vor seinem Vater in Aschaffenburg an Lungentuberkulose starb, phasenweise an Alkoholsucht litt und sein Studium vernachlässigte.
Seine Aufmerksamkeit gilt nun verstärkt der Lebenswirklichkeit „kleiner Leute“, wie es im Titel des 1887 veröffentlichten Erzählungsbandes Bei kleinen Leuten zum Ausdruck kommt. Im Mittelpunkt stehen abstiegsgefährdete kleine Handwerker wie Bötjer Basch, Einzelgänger wie die an ihrem Geiz scheiternde Madame Sievert in der Novelle Im Nachbarhause links, ein entlassener Strafgefangener in Ein Doppelgänger oder ausgegrenzte Sonderlinge wie die Zwei Kuchenesser der alten Zeit aus den Zerstreuten Kapiteln, eine Sammlung, die für den seriellen Druck in Zeitschriften geschrieben wurde.
Storm konnte seine Meinungen in den Novellen nicht so deutlich äußern wie in den Briefen an Vertraute, was bisweilen zur Selbstzensur führte. In einer später gestrichenen Episode der Novelle Eine Malerarbeit etwa hatte er das System scharf kritisiert, das Handwerkern untersagte, von den in den Pässen angegebenen Routen abzuweichen und ihnen die Pflicht auferlegte, sich bei den Polizeiämtern zu melden. Der arrogante Assessor, Gegenspieler des kleinwüchsigen Malers Brunken, sprach in der ersten Fassung noch von „demokratische(n) Träume(n)“ und verlangte, dass „diese Leute“ die Kontrolle fühlen sollten. Brunken entgegnete, er „kenne kein armseligeres Vergnügen, als sich für etwas Apartes zu halten.“ Storm milderte die Szene ab, behielt aber den Bezug auf die Menschenwürde bei.

### Themen und Motive

#### Kindheit

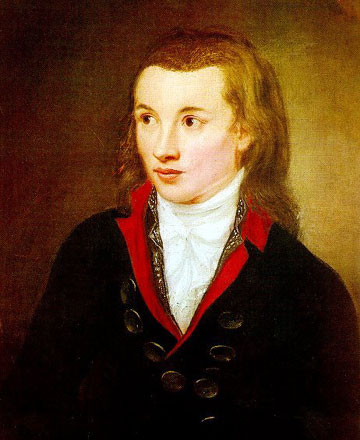
Novalis

Storms Kindheitsbild ist von frühromantischen Vorstellungen geprägt, die sich etwa in Novalis’ 97. Blüthenstaub-Fragment – „Wo Kinder sind, da ist ein goldenes Zeitalter“ – und in Wilhelm Grimms Vorrede zu den Kinder- und Hausmärchen finden: Die Dichtung der Märchen sei von jener Reinheit geprägt, „nach der uns Kinder so wunderbar und selig erscheinen“.
Nach dieser kulturphilosophischen Leitmetapher verkörpert das Kind eine ursprüngliche Reinheit und deutet auf ein unschuldiges Zeitalter, eine Vorstellung, die sich bis zur Spätromantik hielt. Die Geschichte des Individuums wiederhole die der Menschheit vom Paradies bis zum Sündenfall. Dem zum Idealbild erhobenen Kind wird zugetraut, das zu versöhnen, was im Zuge der gesellschaftlichen Modernisierung auseinandergetreten ist und fragmentiert wurde. Gegen die Entzauberung der Welt und die Trennung von Mythos und Geschichte oder Glaube und Wissenschaft soll es die mythische Weltsicht garantieren, die sich in den Märchen findet. Der gängige Erlebnisraum ist dabei der Wald, der sich nicht nur als unheimlicher, sondern auch als paradiesisch-zeitenthobener Raum zeigt.
Storms erste eigenständige Verse sind mit seiner Liebe zu dem jungen Mädchen Bertha von Buchan verbunden.
In seiner Monografie Kindheitsspuren. Theodor Storm und das Ende der Romantik sprach Heinrich Detering im Zusammenhang mit Storms Lyrik erstmals ausdrücklich von möglicher Pädophilie. Das Drama, das sich zwischen 1836 und 1842/43 abgespielt habe, sei nicht weit von dem „Tatbestand“ entfernt, für den es diesen Begriff gebe.
Bereits zuvor waren Vorbehalte gegenüber den erotischen Gedichten geäußert worden. So hatte Fritz Böttger bereits 1959 festgestellt, dass „der Zeiger der Stormschen Wünsche von vornherein auf Verwirklichung“ ausgerichtet gewesen sei. Im Anschluss an Deterings Einschätzung verbreitete sich in den jüngeren Debatten der Eindruck, dass sich dieses Motiv in allen Texten Storms finde. In der sehr unterschiedlich beurteilten Novelle Psyche etwa fällt neben einzelnen Beschreibungen des kindlichen Körpers weiter auf, wie die Unschuld der Protagonistin konserviert werden soll: Franz, der sie aus dem stürmischen Meer gerettet hat und nun heiraten will, spricht sie nicht mit ihrem bürgerlichen Namen „Maria“, sondern mit „Psyche“ an, verwendet laut Philipp Hubmann somit den Titel eines Kunstwerks, um den „Zustand der weiblichen Schwäche“ zu fixieren. Der Erzähler beschreibt sie zudem redundant als eine „Mädchenknospe“.
Jochen Missfeldt spricht mit Blick auf Bertha von Buchan von einem „pseudo-pädophile(n) Kapitel“ und verweist neben der späteren Liebe zu Constanze auf die Gefühle für Emma Kühl und Doris Jensen, die darauf hindeuteten, dass er auch erwachsene Frauen habe lieben können. Als Künstler stehe er mit dieser „absonderlichen erotischen Neigung“ nicht allein, habe doch Novalis die neun Jahre jüngere Sophie von Kühn und (der von Storm verehrte) E. T. A. Hoffmann die zwölfjährige Julia Mark vergöttert.
Nach Deterings Auffassung zeigt sich der frühe Storm als „entlaufener Romantiker [...] auf einer sentimentalischen Suche nach dem Naiven“. Von Anfang an habe er sich als „erwachsen Gewordene(r)“ inszeniert, der die verlorene Kindheit suche. Die auffallendste Erscheinungsform des romantischen Phantasmas der Kindheit sei die Kinder-Liebe. In einschlägigen Texten nehme das zunächst „übergeschlechtliche“ Bild der Sehnsucht bei bestimmten Mädchen Gestalt an, und die verlorene Kindheit werde zum „Objekt männlichen Begehrens“.
Nicht nur in Immensee, sondern auch in vielen anderen Novellen Storms spielen Kinder-Liebespaare eine zentrale Rolle und variieren das Motiv der Kindfrau. Zu ihnen gehören Alfred und Jenni in Von Jenseit des Meeres, Marx und Anna Lene in Auf dem Staatshof, Paul und Lisei in Pole Poppenspäler, Johannes und Katharina in Aquis submersus und Detlev und Heilwig in Eekenhof. Die Kinderszenen deuten auf die problembehaftete Welt der Erwachsenen. Selbst wenn die Dialoge kindlich wirken, schimmern Bezüge auf das spätere Leben durch. So können Reinhardt und Elisabeth in Immensee nach einer langen Suche im Wald die „Erdbeeren“ nicht finden, was symbolisch darauf verweist, dass sie als Erwachsene nicht zusammenfinden und heiraten werden. Die Kinder nehmen die Lebensphasen ihres Erwachsenseins spielerisch vorweg und überlegen etwa, wie sie später hinaus in die Welt reisen können.
Innerhalb der hermeneutischen Methoden tritt die psychologische Interpretation des Kindheitsmotivs in den Vordergrund. Während Mareike Börner mehrere psychoanalytische Ansätze verfolgt und das Motiv als kollektives Moment männlichen Begehrens im 19. Jahrhundert untersucht, beschränkt Heinrich Detering sich auf Freuds Modell und lässt die Analyse des französischen Psychoanalytikers Jacques Lacan außen vor. Nach seiner Auffassung bildet die geliebte Kindfrau lediglich eine von mehreren Figurationen romantischer Kindheitsbilder.
Die frühe Novelle Ein grünes Blatt zeigt laut Mareike Börner, dass der Autor des Tagebuchs die Entwicklung der kindlichen Regine ebenso wenig hinnehmen kann wie die Verfärbung des Blattes und am Idealbild des „ewigen Frühlings der Kindfrau“ festhalten will. In der unheimlichen Erzählung Draußen im Heidedorf erscheine die Kindfrau als vampirische Femme fatale, in Auf der Universität und Zur Wald- und Wasserfreude hingegen als Undine.
In seiner 1836/37 entstandenen Märchenballade Lockenköpfchen verarbeitete Storm das romantische Motiv, nach dem ein Knabe von einer Nixe verführt und in die Tiefe gezogen wird. In einem Erzählrahmen gibt sich ein Sprecher als welterfahrener Sänger zu erkennen und spricht mit einem Kind, das auf seinem Schoß sitzt und dem er „die alten Lieder“ vorsingen möchte. Der Binnentext variiert erneut das Modell der Kindfrau, das Goethe in der Ballade Der Fischer und Fouqué in dem Märchen Undine aufgegriffen hatten. Storm setzte die Rahmensituation fort, indem er die psychologische Wirkung der unheimlichen Szene auf das zuhörende Kind ausmalte und schließlich ein mögliches Liebesglück andeutete. Lockenköpfchen ist von den an Bertha von Buchan gerichteten Gedichten das umfangreichste und komplexeste und entfaltet bereits Grundthemen seines Werkes – die Verbindung von Liebe und Tod und die Erotik als Abwehr gegen Verlusterfahrungen.
Auch Storms berühmtestes Gedicht Knecht Ruprecht zeigt den Einfluss romantischer Kindheitsbilder. Er schrieb es vermutlich im Winter 1862 während seiner Zeit als Kreisrichter in Heiligenstadt. Ursprünglich sollte das Rollengedicht Teil eines Weihnachtsspiels für seine Kinder sein, das jedoch nicht veröffentlicht wurde. Gerd Eversberg publizierte das Knecht-Ruprecht-Spiel 1993 erstmals aus Storms Nachlass.
Im zweiten Teil seiner autobiographischen Novelle Unter dem Tannenbaum bettete Storm die Verse in eine Szenerie ein, die den bürgerlich säkularisierten Vorstellungen des Weihnachtsfestes im 19. Jahrhundert entspricht. Wie das Weihnachtsspiel beleuchtet auch die Novelle den Kern seiner Kindheitsreligion und lässt Novalis’ „goldenes Zeitalter“ in christianisierter Version erkennen: „Wo Kinder sind, da steht das Himmelstor offen.“
Die Adressaten des Berichts vom Walde („Ich muss euch sagen“) sind dabei zwar die Kinder; die Offenbarung ist allerdings nicht an sie, sondern an die Erwachsenen „unter dem Tannenbaum“ gerichtet: In der bürgerlichen Wohnstube öffnet sich der Himmel, aus dem Christus als Kind spricht und so als der „liebe Gott“ erscheint, „wie ihn die Kinder haben“. Im Innenraum wiederholt sich die Epiphanie, die sich am Heiligen Abend draußen im „Walde“ ereignet hat.

#### Unheimliches und Märchen
In etlichen Erzählungen verarbeitete Storm unheimliche Elemente des Volks- und Aberglaubens, so dass sein Werk in einem Spannungsverhältnis zu den Vorgaben des poetischen Realismus steht. In der biografischen Erzählung Lena Wies und den Geschichten aus der Tonne erklärte Storm, er habe sich bereits als junger Mann für Gespenstergeschichten interessiert.
Wie sein Freund Ferdinand Tönnies berichtete, hatten Geister- und Spukphänomene für Storm nicht bloß einen poetischen Reiz; vielmehr gebe es „noch unerkannte Kräfte der menschlichen Seele“. Seine Vorliebe für Gespenstisches ließ ihn bis ins hohe Alter Spukgeschichten vortragen. Seinen Kindern erzählte er abgewandelte, auf sie zugeschnittene Geistergeschichten. Auch anderen Freunden und Schriftstellern trug er immer wieder Spukgeschichten vor. Gegenüber Gottfried Keller erklärte er, nicht an Übernatürliches zu glauben, wenn auch „das Natürliche bei Weitem noch nicht erkannt“ sei. Keller betrachtete die Sphäre des Gespenstischen nüchterner als Storm, was Thomas Mann mit dessen „gemüthafter Nachgiebigkeit gegen den heidnischen Volksglauben“ erklärte, „die dem aufgeklärt-ungläubigen Sohne des 19. Jahrhunderts freilich widerspruchsvoll genug zu Gesicht“ stehe.

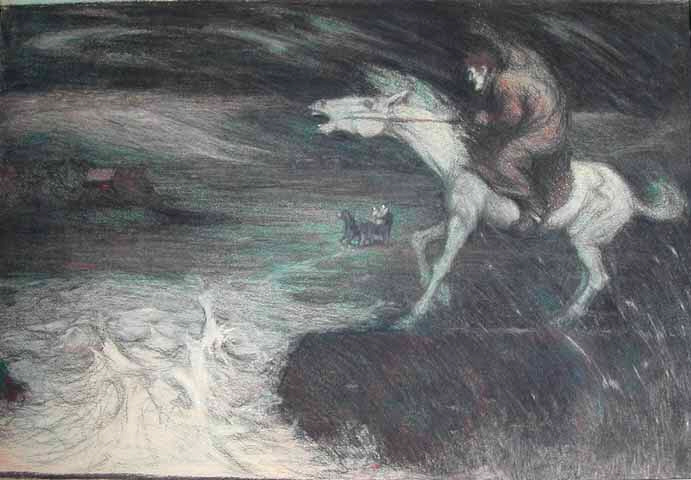
Franz Karl Basler-Kopp: Schimmelreiter I

Nicht nur Storms Kunstmärchen wie Bulemanns Haus, Die Regentrude und seine berühmteste Novelle Der Schimmelreiter zeugen davon, sondern auch Novellen wie Renate und Draußen im Heidedorf, die das Motiv der Hexe und des Vampirs verarbeiten.
Mit dem Erzählreigen Am Kamin verabschiedete Storm sich bereits ironisch von der traditionellen Gespenstergeschichte.
Die Sammlung steht in der Tradition von Boccaccios stilbildendem Novellenzyklus Decamerone und umfasst acht Spukgeschichten, die in eine Rahmenerzählung eingebettet sind. Anders als E.T.A. Hoffmann, der gleich zu Beginn erwähnt wird, geht es Storm nicht um die Phänomene des Spuks an sich, sondern um die Frage, ob den unheimlichen Erzählungen noch eine Bedeutung zukommen kann. Mit dem Werk reflektiert Storm auch die von ihm gewählte Gattung der Novelle selbst. Indem die Zuhörer die Geschichten kommentieren und sich über das Wesen und die Kategorie des Spuks unterhalten, hat man es eher mit einem poetologischen Arrangement als mit einer moderierten Anthologie zu tun.
Geisterhafte Elemente spielen auch in den Chroniknovellen Eekenhof (1879) und Zur Chronik von Grieshuus (1884) eine Rolle. Während in der früheren Novelle das Bild der toten Mutter in den Mondnächten aus dem Rahmen steigt und vom Fenster aus nach dem verstoßenen Sohn sucht, künden in der Grieshuus-Erzählung abergläubische Spukgeschichten von der Wiederkehr „schlimmer Tage“ und erinnern an den Brudermord.
Bereits seine frühe, fragmentarisch wirkende Novelle Posthuma, die wie viele spätere Werke das Motiv der Kindfrau aufgreift, deutet bei einigen Details auf einen phantastischen Hintergrund. So fühlt der Protagonist bei einer Begegnung mit dem kränklichen Mädchen eine unbestimmte Abwehr und weiß nicht, dass es sich um den Tod handelt. Er wundert sich, dass er bei dem „elfenhaften Körper“ der jungen Frau keine Last spürt und spricht sie neckisch als „Hexe“ an. Laut Gottfried Honnefelder gelang es Storm, in seinen unheimlichen Erzählungen und Märchen eine Wahrheitsebene zu schaffen, an der jeder oberflächliche Realismus „scheitert oder gar seiner Blindheit überführt wird.“
Das Verhältnis von Realismus und Aberglaube, das von den ersten Lesern der Novelle Der Schimmelreiter gelobt wurde, war für Storm ein praktisches Problem, über das er mit seinem Verleger Elwin Paetel und mit Paul Heyse sprach. Es sei schwierig, „einen Deichspuk in eine würdige Novelle zu verwandeln“, ohne dabei „den Charakter des Unheimlichen zu verwischen“. Etwas später schien es ihm problematisch, den „zum Deichgrafen geworden(en)“ Hauke Haien in ein „Nachtgespenst“ zu verwandeln.
Storm sammelte selbst unheimliche Erzählungen und bereitete sie für den Druck vor. Dies wurde erst 1969 bekannt, als man das Manuskript eines Neuen Gespensterbuchs im Besitz einer Enkelin Storms entdeckte.
Es trägt den Untertitel „Beiträge zur Geschichte des Spuks“ und umfasst 69 Spukerzählungen, die „zum ersten Mal nach mündlicher Überlieferung“ aufgezeichnet worden seien. Dass er die aus unterschiedlichen Ländern stammenden Erzählungen nicht veröffentlichte, kann mit dem Umbruch nach 1848 und der Schwierigkeit erklärt werden, einen Verlag für das Buch zu finden. Wie Karl Ernst Laage ausführt, schienen Gespenstergeschichten nicht mehr in eine Zeit zu passen, die realistische Novellen verlangte.

## Kontexte

### Politik

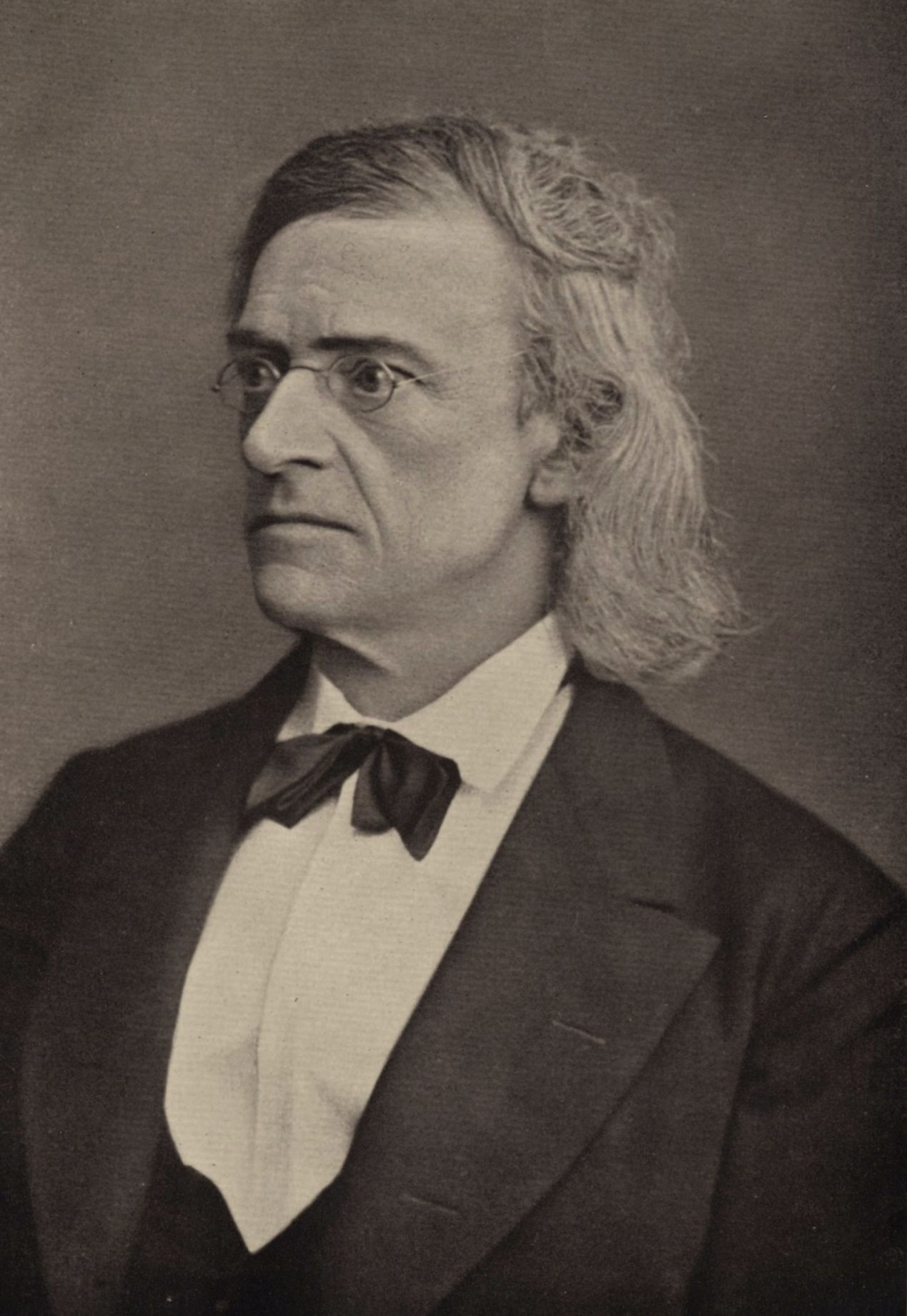
Theodor Mommsen

Die Sonderstellung Storms als politischer Autor hängt zunächst mit der deutsch-dänischen Grenzsituation zusammen, die zu seinem Exil in Preußen führte, wo er mit Militarismus, Patriotismus und autoritären Strukturen konfrontiert war. Storm unterschied zwischen Theodor Mommsens agitatorischem Engagement bei Zeitereignissen und seinen eigenen vermittelnden Neigungen, die eher von moralisch-humanen als parteilichen Überlegungen getragen waren. In der vorrevolutionären Zeit vertrat er mäßigende Positionen und distanzierte sich von den aufrührerischen Reden Wilhelm Beselers.
Im Gegensatz zu Mommsen war für Storm die Politik nicht das eigentliche Gebiet seiner Interessen. So erklärte er seinem Freund, dass sie nicht gerade seine „Domäne“ sei und er sich „eigentlich“ für „ein unpolitisches Thier“ halte. Gegenüber Brinkmann äußerte er sich ähnlich und bezeichnete sich am 14. Oktober 1850 als einen „wenig politischen Menschen“. Die Wendung „unpolitisches Thier“ bezog sich auf den Ausdruck „animal politicum“, wie Mommsen sich selbst gern nannte.
Storms Verhältnis zur Politik wird in dem Gedicht Wir können auch die Trompete blasen deutlich:
Wir können auch die Trompete blasen

Und schmettern weithin durch das Land;

Doch schreiten wir lieber in Maientagen,

Wenn die Primeln blühn und die Drosseln schlagen,

Still sinnend an des Baches Rand.
Obwohl er somit lieber „still sinnend“ durch das Leben ging, war er bereit, sich in bestimmten Situationen zu engagieren und dafür Nachteile in Kauf zu nehmen. Auch der zeitgeschichtliche Hintergrund der Briefe führt zu weitergehenden Einsichten: Die Äußerungen fielen in eine Zeit politischer Unruhen in Schleswig-Holstein. Gegenüber Brinkmann bezog er sich auf das „Friedrichstädter Bombardement“ und den eben vollzogenen Rückzug der schleswig-holsteinischen Truppen hinter die Eider, Vorgänge, die ihn so aufwühlten, dass er sich zu deutlichen Stellungnahmen veranlasst sah. Die in dieser Zeit verfassten Gedichte wie Ein Epilog, Im Herbste 1850 und Gräber an der Küste sind deutlich patriotisch. Mommsen schilderte er, wie er sich „als Advokat nach Kräften gegen die dänischen Militair- und Civilbehörden“ für die Husumer Bürger engagierte und aus diesem Grund seine Bestallung als Rechtsanwalt verlieren musste. Obwohl er eigentlich „unpolitisch“ sei, werde er „keinen Schritt reuiger Unterwerfung in Kopenhagen“ tun, um die Zulassung zurückzuerhalten.
Auf Bitten Mommsens schrieb er Beiträge für die Schleswig-Holsteinische Zeitung und sparte dort nicht mit teilweise heftiger Kritik. Nachdem der Superintendent Nicolaus Nielsen eine Versammlung einberufen hatte, sprach Storm etwa am 30. August 1848 nicht nur wichtige „Zeitfragen“ wie die „Trennung der Kirche vom Staat“ oder die „Emancipation der Schule“ an, sondern kritisierte auch das undemokratische Verfahren der Einberufung. Derlei Versammlungen müssten „öffentlich angezeigt und abgehalten werden“, habe „die Gemeinde als wesentlicher Teil der Kirche“ doch das Recht, sich „belehren“ zu lassen und „auch ihre Ansicht“ aussprechen zu können.
Storm unterstützte die Ideale der Französischen Revolution und hoffte, dass die Märzrevolution zur Abschaffung der Adelsprivilegien und zu weitergehenden Freiheiten führen würde, eine Haltung, die auch in Teilen seiner Prosa zum Ausdruck kommt. In der 1848 entstandenen kurzen Novelle Im Saal bejaht der Enkel zunächst die vorwurfsvollen Fragen der Großmutter, ob denn „nun alle mitregieren“ wollen. Nach dem Schicksal des Adels und der „hohen Herrschaften“ befragt, sagt er: „Streichen, Großmutter, oder wir werden alle Freiherrn, ganz Deutschland mit Mann und Maus“, womit er den Wahlsprüchen der Französischen Revolution folgt. Storms Gedicht Halbe Arbeit zielte in eine ähnliche Richtung und gipfelte in der Forderung, dem „Drachen ... das freche Haupt herabzuschlagen.“
Während seiner Zeit als Kreisrichter in Heiligenstadt beobachtete er gesellschaftliche Missstände und verschärfte seine Kritik am preußischen Obrigkeitsstaat. So empörte er sich, als die Regierung 1862 vor der Wahl des Abgeordnetenhauses Druck auf die Beamten auszuüben versuchte und wollte einen „ehrerbietigen Protest seitens der Collegii“ durchsetzen sowie eine Erklärung in der Vossischen Zeitung publizieren. Seinen Eltern schrieb er, dass ihm bei einer Feier „zu Ehren des Prinz-Regenten-Geburtstags“ das „abscheuliche(n)“ Preußenlied „ganz melancholisch“ gemacht habe und charakterisierte den Refrain „ich bin ein Preuße, will ein Preuße sein“ als Ausdruck eines „bewußt feindselige(n) Partikularismus gegen das übrige Deutschland“.

### Recht und Rechtspoetik
Storm war Jurist und verarbeitete seine beruflichen Erfahrungen in vielen Novellen.
Nach dem Studium in Kiel und Berlin arbeitete er zunächst in Husum als Rechtsanwalt (1842–1853), war dann in Potsdam als preußischer Gerichtsassessor (1853–1856) und in Heiligenstadt als Kreisrichter (1856–1864) tätig. Es folgte ein weiterer Abschnitt in Husum, wo er 1864 zum Landvogt berufen wurde, bis er 1867 in den preußischen Justizdienst zurückkehrte und als Amtsrichter in Schleswig-Holstein wirkte. 1880 wurde er im Alter von 63 Jahren pensioniert.
Zählt man sein Jurastudium mit, war er 43 Jahre juristisch tätig. Zeit seines Lebens blieb er aus wirtschaftlichen Gründen auf diese Tätigkeit angewiesen, da trotz seiner hohen Produktivität die Honorare für die literarischen Werke insgesamt zu bescheiden ausfielen, um sich und seine große Familie zu ernähren.
Das Recht in den Herzogtümern Schleswig und Holstein war zersplittert und nahezu unüberschaubar. Bevor das Bürgerliche Gesetzbuch im Jahre 1900 in Kraft trat, galt das Jütische Recht. Da das 1241 von König Waldemar II. erlassene Gesetz mit seinen germanischen und kirchlichen Einflüssen nicht mehr zeitgemäß war, griff man bei der Anwendung auf andere Hilfsrechte wie das römische oder das dänische Recht zurück.
Während seines Berufslebens sah Storm, wie das Rechtswesen und die Verwaltung schrittweise modernisiert wurden. Dabei lernte er den Zentralismus in Preußen ebenso kennen wie Formen partieller Selbstverwaltung im Herzogtum Schleswig, das bis 1864 zum Dänischen Gesamtstaat gehörte. Er wusste, dass sich die überkommenen Rechtszustände ändern würden und eine „neue Gerichtsverfassung“ nicht aufzuhalten war. Storm zweifelte weder die Modernisierung des Rechtswesens noch die Verrechtlichung sozialer Konflikte an, kritisierte hingegen die hierarchische Praxis einer durchorganisierten Rechtspositivierung, die er zwischen 1850 und 1860 kennenlernte. Er sah das Recht so „millionenfach detailliert“, dass sich im Streit der Parteien nur noch äußerst professionelle und spezialisierte Juristen zurechtfinden könnten. Der Richter sei einer permanenten „Arbeits-Hetzjagd“ ausgesetzt und fühle sich in der Einsamkeit der Akten wie ein „bloßes Rad“ der „Staatsmaschine“. Das Gewaltmonopol des Staates schien ihm nur dann gerechtfertigt, wenn der Staat selbst demokratisch legitimiert war.
Seine Auffassungen gingen in unterschiedliche Novellen ein. Neben den Stimmungs- und Erinnerungsnovellen bilden diese „Kriminalnovellen“ einen wichtigen Teil seines Œuvres. Sie drehen sich um Tatbestände wie Tötung, versuchte Tötung, Tötung auf Verlangen, Suizid, suizidale Kindstötung, Betrug, Veruntreuung, versuchte Lynchjustiz und Glücksspiel.
Laut Harro Segeberg widerlegte er mit diesen Texten auch Vorbehalte gegenüber Kriminalerzählungen. Dem Genre war vorgehalten worden, das moralische dem juristischen Urteil überzuordnen und so überkommene Rechtsordnungen poetisch zu stützen. In Novellen wie Draußen im Heidedorf und Ein Doppelgänger habe Storm gerade nicht beabsichtigt, sittliche Kontrollmechanismen einer Dorfgerichtsbarkeit zu überhöhen und zu rechtfertigen. Fraglich sei eher, warum er es bei einer ironischen Distanzierung von überholten Ordnungen belassen und seine modernen Ansichten nicht offen ausgesprochen habe. Der Untergang der Helden scheint tragisch-ausweglos, weil sie an der „Unzulänglichkeit des Ganzen“ teilhaben und scheitern. In der „Vampirgeschichte“ etwa beleuchtete Storm sozialpsychologische Mechanismen innerhalb einer Dorfgemeinschaft: Die schöne Magret Glansky bemerkt zu spät, dass der ihr verfallene Hinrich Fehse alles „gar so ernsthaft“ nimmt und kann dann nichts mehr ausrichten. Fehse selbst wird als schwerfällig-brütender Charakter geschildert, der seine Aggressivität am Ende nur noch gegen sich selbst richten kann.
In der späten Erzählung Ein Doppelgänger geht es um das Schicksal eines ehemaligen Zuchthäuslers, der moralisch stigmatisiert bleibt, obwohl er die für ein Verbrechen vorgesehene Strafe verbüßt hat. In diesen Texten zeigte der Dichterjurist Storm, dass eine Modernisierung der Rechtspflege nicht zwangsläufig zu einem Wandel der Mentalitäten führte.
Obwohl der jeweilige Rechtsbruch ein zentrales Element der Handlung ist, folgen die Novellen dem Muster der Pitavalerzählungen nur bedingt. In seinen Causes célèbres et intéressantes, avec les jugemens qui les ont décidées hatte der französische Jurist François Gayot de Pitaval praktische Fälle für Studenten der Rechtswissenschaft erzählerisch ausgestaltet und damit auch das Genre des Kriminalberichts begründet.
Anders als Pitaval zielte Storm weder auf Rechtsbelehrung der Leser noch auf eine juristische Aufarbeitung der Delikte. Im Mittelpunkt stehen bei ihm meist männliche Täter, die emphatisch als „ganze Menschen“ sichtbar werden sollen.
Er beschrieb nicht das Spektakuläre der Tat, sondern konzentrierte sich auf deren Ursachen sowie auf die sozialen Folgen für den Delinquenten, selbst wenn es um schwere Verbrechen wie Totschlag oder versuchte Tötung ging.
Storms Kriminalnovellen stehen in der Tradition des kriminalpsychologischen Erzählens, die von Friedrich Schiller und Friedrich Immanuel Niethammer mit ihrer Bearbeitung der Causes célèbres begründet wurde. Die psychologische Erzählweise prägt auch Schillers Kriminalbericht Der Verbrecher aus verlorener Ehre, in dem die Geschichte des berüchtigten Sonnenwirts erzählt wird.
Pitaval hatte sich ausdrücklich von der rauen „juristischen Schreibart“ distanziert, um ein größeres Publikum zu erreichen. Schiller bewunderte das Spiel mit der „Divinationsgabe des Lesers“ und führte es auf den scharfen Blick für das „geheime Spiel der Leidenschaft“ und die psychologischen Triebfedern zurück.

### Kirche und Christentum
Theodor Storm war evangelisch und akzeptierte die kirchlichen Akte der Taufe und Konfirmation, der Trauung und Bestattung. Seinen Sohn Hans schickte er dreimal die Woche zum Religionsunterricht und feierte die Konfirmation seiner Kinder.
Auch seine Eltern hatten religiöse Bräuche und Riten nicht abgelehnt. So belegen die Kirchenbücher der Husumer Marienkirche, dass Storm am 5. November 1817 getauft und am 31. März 1833 konfirmiert wurde. Es gibt aber keine Anhaltspunkte dafür, dass er mit ihnen über religiöse Fragen gesprochen hätte. Gegenüber dem Literaturkritiker Emil Kuh fasste Strom seine Beziehung zum christlichen Glauben mit den Worten zusammen, er habe in seinem Elternhaus „von Religion oder Christentum“ wenig gehört und „durchaus keinen Glauben aus der Kindheit her“. Die guten Bibelkenntnisse Storms lassen sich mit dem regelmäßigen Religionsunterricht erklären. In Novellen wie Hans und Heinz Kirch oder Pole Poppenspäler arbeitete er mit Zitaten aus den Evangelien. Predigttexte, Ausschnitte aus Liturgien, der Einsatz von Marienbildern und Kirchenliedern belegen, wie gut Storm mit den Riten und Symbolen vertraut war.

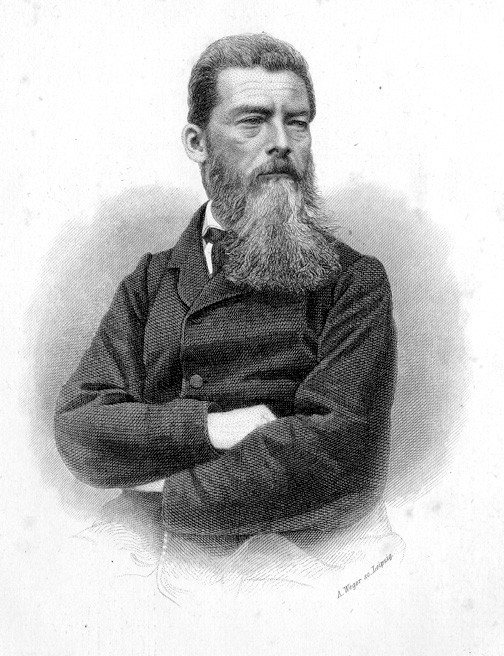
Ludwig Feuerbach, Stich von August Weger

Storm selbst hatte ein distanziertes Verhältnis zur Kirche, wie sich in Äußerungen sowie kritischen Passagen seiner Novellen und Lyrik zeigt. Seine Haltung war von Gedanken Ludwig Feuerbachs beeinflusst, dessen Lehren über Zeitungen und Zeitschriften weit verbreitet waren. Neben Feuerbach spielten auch David Friedrich Strauß, Ludwig Büchner und Charles Darwin für Storms Entwicklung zum Kritiker eine Rolle. Nach Auffassung Karl Ernst Laages fußt die religionskritische Novelle Im Schloß auf diesen Gedanken.
Die in Heiligenstadt entstandenen Novellen enthalten nicht nur eine deutliche Kritik an der Ausnahmestellung des Adels, sondern auch an bestimmten Glaubenslehren der Kirche. Der Frau des Landrats Alexander von Wussow erklärte er, dass nach seinen „tiefsten Überzeugungen [...] Adel und Kirche“ die „zwei wesentlichen Hemmnisse einer durchgreifenden sittlichen Entwicklung unseres sowie anderer Völker“ seien. Die aus dem Uradelsgeschlecht Byern stammende Dame hatte ihn noch während seiner Arbeit an der Novelle gebeten, „nichts gegen den Adel zu schreiben“. In der zuvor entstandenen Novelle Veronica hatte er die Beichte kritisiert und das Christentum mit den Worten des verständigen Justizrats als bloß „natürliches Ergebnis [...] der geistigen Entwicklung der Menschheit“ charakterisiert. Die Verbindung von Adel und Kirche, Thron und Altar nahm er in seinem satirischen Gedicht Der Lump aufs Korn: „Links nehm’ von Christi Mantel ich / Ein Zipfelchen, daß es mir diene, / Und rechts – du glaubst nicht, wie das deckt – / Rechts von des Königs Hermeline.“ Gedichte wie Ein Sterbender oder An deines Kreuzes Stamm o Jesu Christ gehen auf seine Auseinandersetzung mit dem ihm bislang wenig bekannten Katholizismus zurück.
In dem Zusammenhang wird häufig auf Storms Gedicht Crucifixus von 1865 verwiesen, nach dem das Kreuz als Teil der Passion Jesu „ein Bild der Unversöhnlichkeit“ verewige. Storm fügte die Verse in seine 1871 veröffentlichte kurze Erzählung Der Amtschirurgus – Heimkehr ein und wandte sich mit ihnen gegen die Kirche. Laut Dieter Lohmeier verstand er seinen Text zudem als projüdische Parteinahme und kritisierte den Brauch, Kruzifixe auch im Freien aufzustellen und so das Bild des Gekreuzigten wachzuhalten.
Thomas Mann erwähnte das Werk in seinem Storm-Essay. Der Verfasser habe „nie christlich geglaubt“ und in dem Gedicht „dem Kreuzeszeichen seine Antipathie bewiesen“. Es erinnere an Mephistos Worte: „Ich weiß es wohl, es ist ein Vorurteil / Allein genug, mir ist’s einmal zuwider.“ Damit reagiert der Teufel im Urfaust auf die Frage „Was gibt´s Mephisto, hast du Eil? Was schlägst vorm Kreuz die Augen nieder?“

### Judentum
Das Judentum ist kein zentrales Thema im Werk Storms, der sich über die auch im 19. Jahrhundert diskutierte Frage der Jüdischen Emanzipation vermutlich nur einmal ausdrücklich geäußert hat.
Seit seiner Kindheit begegnete er Juden, selbst wenn diese nicht in seiner Heimatstadt ansässig waren, wie in dem Erinnerungsblatt Der Amtschirurgus – Heimkehr aus den Zerstreuten Kapiteln zu lesen ist. In Friedrichstadt, nur 15 Kilometer von Husum entfernt, gab es seit dem 17. Jahrhundert eine jüdische Gemeinde, die einzige im Herzogtum Schleswig. Seinen Eltern schrieb er 1855 aus Potsdam von freundlichen „pferdehändlerische(n) Juden“ und erwähnte ein Mädchen namens Jenny, dem sein Sohn Ernst den Namen „die schwarze Jenningerin“ gegeben hatte.
Auch in Heiligenstadt gab es eine jüdische Gemeinde, deren Mitglieder er zwar nicht in seinem Briefen erwähnte, die er aber gelegentlich traf und denen er offensichtlich vertraute: Als er seinen Sohn Hans im Mai 1858 aus gesundheitlichen Erwägungen zurück nach Husum schickte, tat er dies „unter (der) guten Aufsicht“ der „jüdischen Pferdehändler Grunsfeld aus Nordhausen, Söhne des alten Leib Grunsfeld hier, ehrenwerthe und allgemein geachtete Leute“. Ob er die charakterliche Eigenschaft („ehrenwert“) betonte, weil es um Juden oder um als unehrlich geltende Pferdehändler ging, ist unklar. Einen Lehrer der Gemeinde bezeichnete er als einen „sehr braven Mann“ und lobte seinen jüdischen Bürovorsteher, der ihn sehr entlastete.
Mit Ludwig Loewe, einem Sohn des „braven“ Gemeindelehrers, war Storm befreundet. Dieser hatte Storms frühe Novellen gelesen und besuchte ihn im Spätsommer 1863. Von dem sich anschließenden herzlichen Briefwechsel sind lediglich die Briefe Loewes erhalten und deuten darauf hin, dass die Freunde in politischen Fragen übereinstimmten.

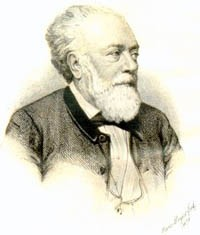
Berthold Auerbach

Heinrich Heine, dessen Buch der Lieder ihn schon während seiner Lübecker Schulzeit beeindruckt hatte, bezeichnete er in der Tischrede zu seinem 70. Geburtstag als „das größte lyrische Talent des 19. Jahrhunderts“. In einem Brief an Erich Schmidt lobte er Heine, fügte aber hinzu, er könne „ja nichts dafür, dass er ein Jude war.“ Bei aller Wertschätzung schien er die charakteristisch jüdischen Themen des Œuvres wie den Rabbi von Bacherach oder die Hebräischen Melodien im Romanzero nicht besonders wahrgenommen zu haben. In sein Hausbuch aus deutschen Dichtern seit Claudius nahm er lediglich zwei Gedichte Heines auf, die thematisch der Lyrik des Buches der Lieder entsprechen.
Damit vergleichbar schenkte er auch bei Berthold Auerbach den spezifisch jüdischen Aspekten keine besondere Aufmerksamkeit. Er kannte dessen Schwarzwälder Dorfgeschichten und empfahl Brinkmann den Roman Neues Leben, erwähnte aber die Romane Spinoza und Dichter und Kaufmann nicht, was allerdings mit der literarischen Schwäche der frühen Werke zusammenhängen kann.
In dem Erinnerungsblatt sprach Storm ausdrücklich von seiner Zuneigung zu den Juden, was auch auf persönliche Begegnungen schließen lässt.
In dem 1871 veröffentlichten Text griff er auf die frühe Husumer Zeit zurück. Als Primaner hatte er bei einer „Redefeierlichkeit“ im Saal des Rathauses von einem Katheder aus das Stück Matathias, der Befreier der Juden vorgetragen. Am Ende sieht der Redner unter den Zuhörern, „unter dem Urteile Salomonis“, einen mit ihm befreundeten jüdischen Handelsherrn aus Friedrichstadt, mit dem er später noch etwas Zeit im Ratskeller und auf dem Markt verbringt und der ihn in ein „religiösmoralisches“ Gespräch verwickelt.
Als der Kaufmann vom Schlag der Kirchturmglocke an die kostbare Zeit erinnert wird, bricht er auf und sagt schmunzelnd: „Woll’n wir gehen, und woll’n noch betrügen ein bißchen den Alten!“ Womöglich habe die Freundlichkeit des nun auf dem „Judenkirchhof der Nachbarstadt“ ruhenden Mannes „den Keim der Zuneigung“ gelegt, die ihm auch „der schmutzigste Schacherjude“ nicht habe „stören können.“
Nach Auffassung Dieter Lohmeiers ließ Storm den Kaufmann ironisch mit dem antisemitischen Stereotyp des „Schacherjuden“ spielen und zeigte damit, dass er das Verhältnis als entspannt empfand.
In den reimlosen Versen ist Mattatias, Vater des Aufständischen Judas Makkabäus, der gegen die griechischen Eroberer aufbegehrende Held und weist bereits auf Jeremia in Hillers später aufgeführtem Oratorium Die Zerstörung Jerusalems nach dem Libretto Salomon Ludwig Steinheims voraus. Die Bemerkung, er habe die Rede eigentlich für den befreundeten Kaufmann gehalten, könnte eine späte Stilisierung sein, da der Führer eines Befreiungskrieges auch für das übrige Publikum von Interesse war, das sich an die Napoleonischen Kriege erinnern und das Geschehen in den aktuellen Kontext einordnen konnte. Dass er die Episode auch vor dem Hintergrund der Emanzipation der Juden schrieb, zeigt sein 1865 verfasstes Gedicht Crucifixus am Ende des Berichts.

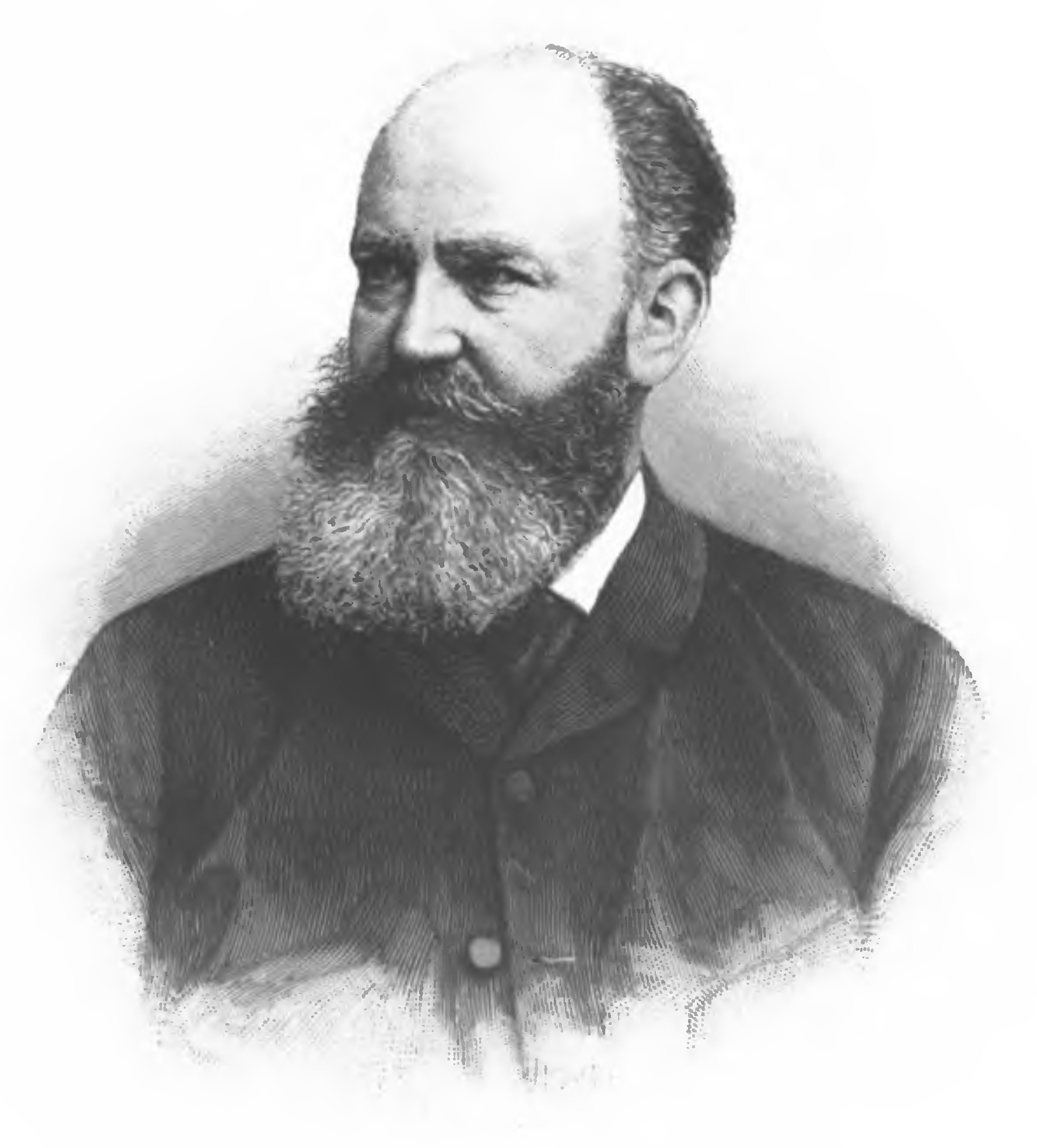
Georg Ebers

In seinem Storm-Essay schrieb Thomas Mann, das „nordstämmige Heidentum“ mache den Dichter „natürlich auch ein bißchen zum Antisemiten“, wenngleich nicht „bewußt und grundsätzlich“, da dies seiner „Bildung und Menschlichkeit“, dem „Liberalismus seines Jahrhunderts“ und seinen „persönliche(n) Erfahrungen“ widersprochen hätte.
Er bezog sich auch auf einen antisemitischen Ausfall Storms gegen den erfolgreichen Schriftsteller Georg Ebers.
In einem Brief an Gottfried Keller vom August 1881 hatte Storm ein Vorwort für eine neue Gesamtausgabe damit begründet, er sei dazu „durch den frechen Juden Ebers“ gereizt worden. Nach einem Zeitungsbericht habe Ebers „eine ‚Novelle‘ herausgegeben“ und sie „als ein Ding bezeichnet“, das sich „ein Dichter nach dem eigentlichen Kunstwerk, dem 3bändigen Roman, wohl einmal zur Erholung erlauben dürfe. Der Esel!“
Hierauf folgte Storms bekannte poetologische Definition der Novelle als „strengste und geschlossenste Form der Prosa-Dichtung“ sowie als „Schwester“ des Dramas. Es hänge nur vom jeweiligen Autor ab, auf diesem Feld „das Höchste der Poesie zu leisten.“
Keller reagierte reserviert und wies die Andeutungen zurück. Auch Gustav Freytag und Rudolph Gottschall hätten die Gattung der Novelle als wenig bedeutsam eingestuft; mit Ebers’ Judentum habe dies nichts zu tun.
Storm hatte sich gegenüber Paul Heyse als „weit entfernt vom Antisemiten“ charakterisiert; doch dies hinderte ihn nicht daran, in bestimmten Situationen drastische antisemitische Wendungen zu nutzen. So spöttelte er in einem Brief an Erich Schmidt über die Kleist-Biographie des Literaturkritikers Otto Brahm: „Ich stecke jetzt in Brahm’s Kleid. Ein gescheutes Jüdchen.“
Es zeigt sich, dass Storm trotz der hervorgehobenen Sympathie vor reflexhaft antisemitischen Haltungen nicht gefeit schien, die im 19. Jahrhundert verbreitet waren. Wurden seine Überzeugungen als Novellist hinterfragt und fühlte er sich als Künstler angegriffen, griff er in privaten Äußerungen auf einschlägige Klischees zurück.
So gibt es neben den reflektierten Äußerungen im Amtschirurgus den „reflexhafte(n) Ausdruck eines Affekts“ gegen Ebers. Wie verbreitet der Antisemitismus auch in Schleswig-Holstein war, zeigt ein Brief Gustav Haases. Storms Schwiegersohn schrieb ihm am 13. Dezember 1880 aus Heiligenhafen, die „Judenhetze in ihrer neusten Gestalt“ werde wohl keinen „Beifall des Grafen Reventlow“ finden. Zwar seien die „Klagen über die Verjudung der Presse“ gerechtfertigt; die jetzt „beliebte Art und Weise des Kampfes gegen ihren Einfluß“ sei aber „der Ehre des deutschen Namens und des Christentums wegen“ nicht angebracht.
Laut Dieter Lohmeier wird deutlich, wie leicht der selbstverständliche Umgang mit Juden, der Storms Haltung insgesamt prägte, aus der Balance geraten konnte und ein weitergehendes Problem des 19. Jahrhunderts sichtbar machte. Dass die Harmonie auch im Großen gefährdet war, zeigte sich spätestens mit dem von Heinrich von Treitschke ausgelösten Berliner Antisemitismusstreit, in dem sich nicht alle Akademiker so achtbar verhielten wie Storms Studienfreund Theodor Mommsen.

## Rezeption

### Zeitgenössische Rezeption

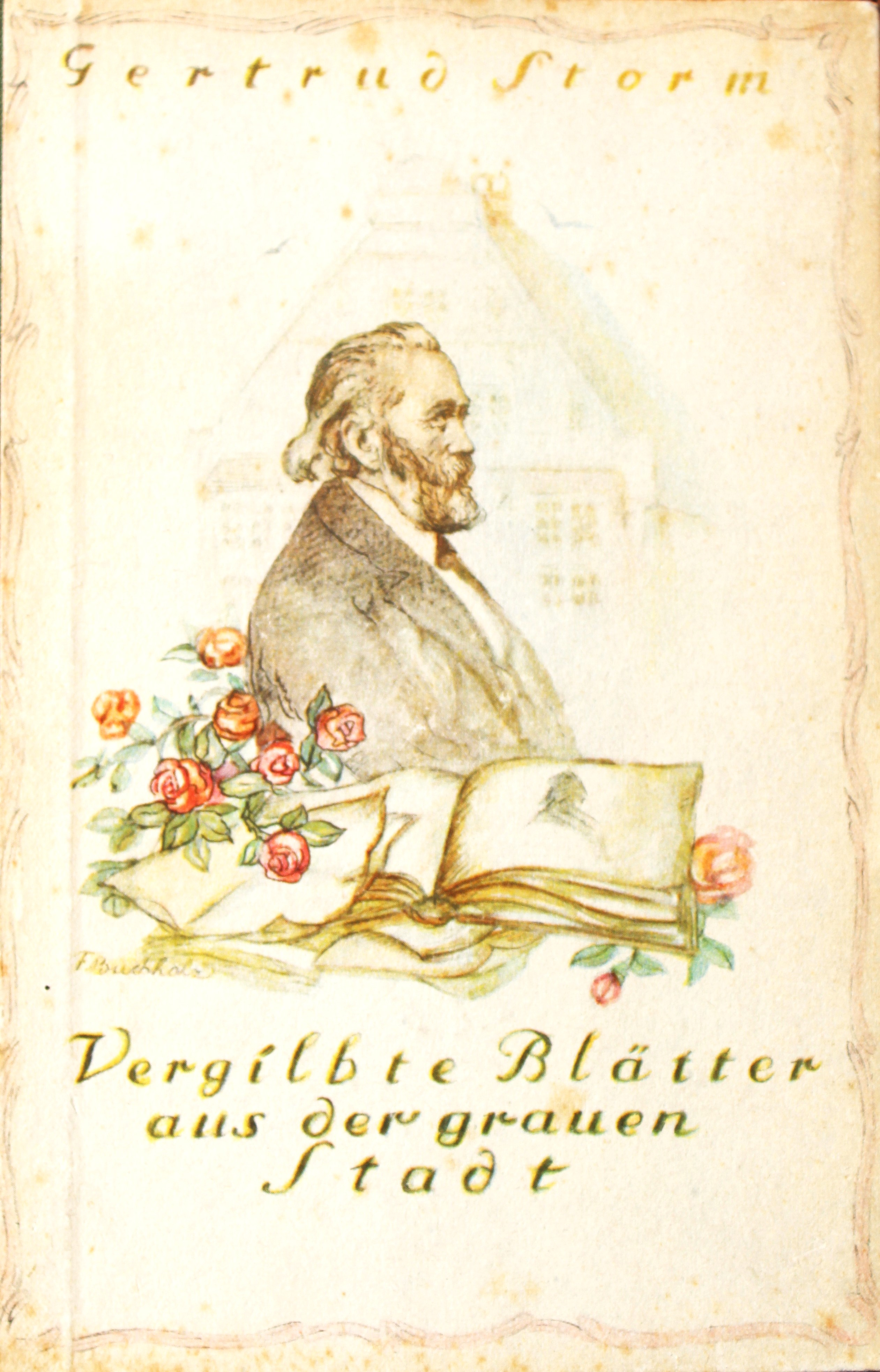
Gertrud Storms Erinnerungsbuch Vergilbte Blätter aus der grauen Stadt, Umschlag der Originalausgabe (1922)

Als Theodor Storm starb, war er längst ein anerkannter Schriftsteller. Spätestens die frühe lyrische Novelle Immensee, die zu seinen Lebzeiten 28 Auflagen erlebte, hatte ihn ins öffentliche Bewusstsein gerückt. Storm stand mit etlichen Literaten in Kontakt und war im Literaturbetrieb des 19. Jahrhunderts gut vernetzt. Die Anerkennung seiner Zeitgenossen beschränkte sich nicht auf äußerliche Ehrenkundgebungen, sondern zeigte sich auch in werkbezogenen Einschätzungen wie etwa zu seinem siebzigsten Geburtstag in Hademarschen am 14. September 1887, der eine Feierlichkeit in Kiel vorausgegangen war. Der Kieler Privatdozent Paul Schütze schrieb eine Festrede, in der er Storm „neben Heyse“ als „bedeutendste(n) Vertreter der modernen Novellendichtung“ einschätzte und bereits den einflussreichen Topos vom „lyrischen Kern“ der Novellistik herausarbeitete. Da er selbst schwer krank war, wurde die „Festgabe“ von Alfred Biese vorgetragen.
Paul Schütze hatte Storm seit 1884 häufig besucht, dabei viele Informationen gesammelt und die erste umfassende Biographie geschrieben, welche die posthume Rezeption zunächst prägen sollte.
Die eigentliche Geburtstagsfeier beleuchtete auch die freundschaftliche Verbindung zu seinem Verlag: Elwin Paetel war von Berlin nach Hademarschen gereist, um ihm dort das erste Exemplar der Biographie „auf einem Blumenkissen“ zu überreichen.
In seiner Abhandlung Lyrische Dichtung und neuere lyrische Dichter hob Alfred Biese 1896 die Bedeutung der Lyrik hervor, deren Vernachlässigung Storm stets zu schaffen gemacht hatte. Willrath Dreesens Dissertation Romantische Elemente bei Theodor Storm orientierte sich an einem antimodernen Verständnis von Romantik, bezog sich motivisch auf seine „Vorliebe für das Geheimnisvolle“ und seine „Sehnsucht nach dem Wunderbaren“ und ging von einer harmonisierenden Naturvorstellung aus, die mit dem Heimatbegriff eng verknüpft war.

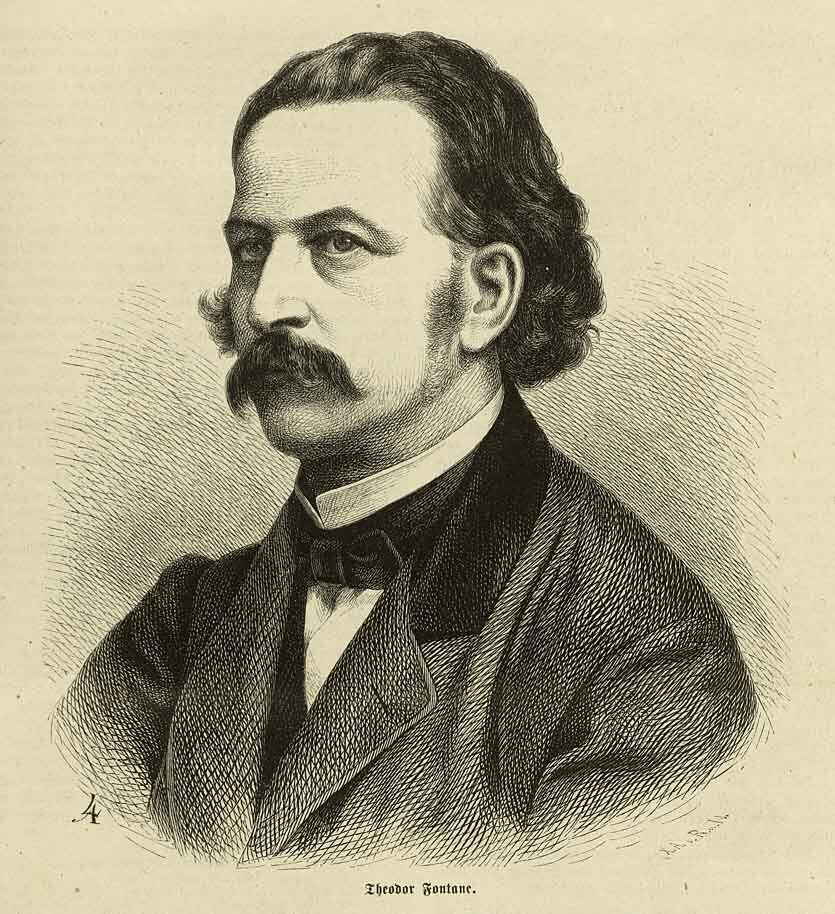
Theodor Fontane, um 1860

Während Storm sich später nicht mehr zu Theodor Fontanes Romanen und den Wanderungen durch die Mark Brandenburg äußerte, reagierte Fontane mehrfach auf ihn, teils auch mit kritischen Anmerkungen, die er Storm nicht immer weiterleitete Fontanes ambivalente Einschätzung hinterließ negative Spuren bis in die Gegenwart. Die politische Instrumentalisierung des Heimatbegriffs und die erst nach dem Zweiten Weltkrieg abklingende nationalistische Vereinnahmung begünstigten diesen Prozess.
In seiner autobiographische Schrift Von Zwanzig bis Dreißig stilisierte Fontane sich selbst „als realistischen Erzähler europäischen Ranges“ und sprach spöttisch und abschätzig von Storms „lokalpatriotische(r) Husumerei“ und „Provinzialsimpelei“, zählte ihn aber zu den großen Lyrikern, den „drei, vier Besten, die nach Goethe kommen“.
„Husumerei“ ist eine Wortschöpfung Fontanes, die sich mit ihrem abwertenden Beiklang bis in die Gegenwart gehalten hat. Fontane hatte den karikierenden Effekt mit dem Suffix „ei“ Ende der 1880er Jahre für sein Schreiben entdeckt, vermutlich beeinflusst von Eugen Zabel und Ludwig Pietsch, und in dem Roman Frau Jenny Treibel bereits der „Treibelei“ die „Hamburgerei“ und die „Felgentreuerei“ gegenübergestellt.
Die Novelle Waldwinkel war für ihn ein „wahres Musterstück, wie man’s nicht machen, wie Kunst nicht sein soll.“ Hatte Aquis submersus für ihn „etwas Schiefes“, fand er in der psychologischen Novelle Schweigen „eine gewisse schwüle, bibbrige Stimmung“ und bezeichnete Storm als „Generalpächter der großen Liebesweltdomäne“. Bereits zu Beginn ihrer Freundschaft 1855 hatte er Storm als „vor allem ... erotische(n) Dichter“ beschrieben, der „auf diesem Gebiete alle neueren deutschen Dichter“ überflügle.

### 20. und 21. Jahrhundert

#### Nachlassverwalterin Gertrud Storm
Aus der Familie war es vor allem Storms Tochter Gertrud, die in ihrem Haus in Varel den Nachlass ihres Vaters verwaltete und durch die Publikation einer Biografie, mehrerer Briefeditionen, einiger Buchveröffentlichungen und zahlreicher Beiträge in Zeitschriften und Zeitungen das Bild Theodor Storms im literarischen Leben ihrer Zeit prägte. Auch wenn sie nie eine wissenschaftliche Ausbildung absolvierte und ihre Schriften ganz überwiegend von einer schönfärbenden Verehrung ihres Vaters geprägt sind, leistete Gertrud Storm einen wichtigen Beitrag zur Storm-Rezeption am Beginn des 20. Jahrhunderts. Karl Ernst Laage resümiert in einem Artikel zu ihrem 50. Todestag, sie habe sich „[unsterbliche] Verdienste um die Storm-Forschung“ erworben, weil sie „den handschriftlichen Storm-Nachlaß [...] sorgfältig gesammelt, aufbewahrt und schon zu ihren Lebzeiten der Stormforschung zur Verfügung gestellt“ habe.

#### Georg Lukács, Friedrich Düsel und Georg J. Plotke

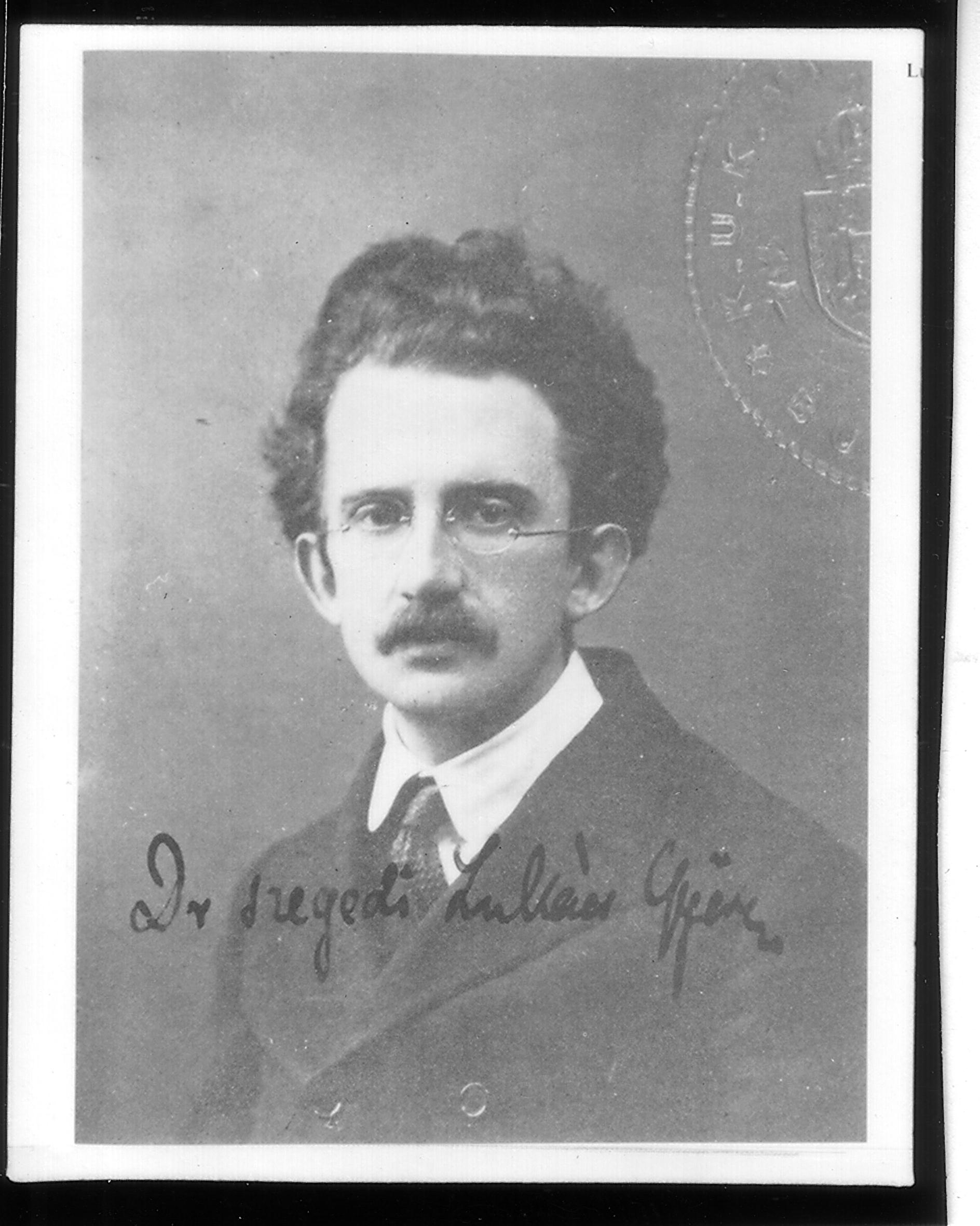
Georg Lukács, 1917

Die Einordnung als romantischer Heimatdichter entzog sein Werk zunächst einer tieferen Auseinandersetzung. Lediglich Georg Lukács’ 1909 entstandener Essay Bürgerlichkeit und l’art pour l’art hob sich davon ab und verwies auf Widersprüche, die Storms Erzählen zugrunde liegen. „Heimat, Stamm, Klasse“ hätten ihre Bedeutung gerade als Aspekte des Untergegangenen, des alten Bürgertums, „das der stärkste Gegensatz des heutigen“ sei. Als Realist habe Storm es bereits als vergehende Lebensform erkannt. So sei es gerade „die Kraft des Entsagens“ und der Resignation, die seine Dichtung auszeichne und modern mache. Jemand blicke zurück, „lebt weiter und geht nicht daran zugrunde.“ Bestimmend sei nicht mehr Goethes „unerhörte Begebenheit“, sondern der „Zwiespalt von Innen und Außen, von Tat und Seele“, der die Novellistik strukturiere. Storm habe eine verschwundene Welt erfasst, die nicht mehr restauriert werden solle.
Lag für Lukács die Qualität des Werkes in der resignativen Erkenntnis des Untergangs einer Epoche, ging Friedrich Düsel in eine entgegengesetzte Richtung. In seinem während des Ersten Weltkriegs herausgegebenen Gedenkbuch suchte er die aktuelle Bedeutung Storms gerade in der „Heimatliebe und Heimattreue“, die mit der Persönlichkeit des Autors verbunden gewesen sei. Die Gegenwartsbedeutung liege „in den Kräften [...] aufrechter Mannhaftigkeit“, die gerade im Spätwerk „den Pulsschlag seines Wesens“ ausmache.
Für das Gedenkbuch schrieb Georg J. Plotke den Beitrag Theodor Storm und der Krieg, in dem er den Dichter martialisch stilisierte und dessen politische Lyrik als Ausgangspunkt einer literarischen Kriegsführung sah: Storm wäre „in den Krieg gezogen, um die Heimat zu verteidigen“, wenn er die Möglichkeit gehabt hätte. Plotke ging von der „Notwendigkeit des Krieges“ im Œuvre Storms aus und sah einen „Furor teutonicus“ erwachen, der nicht mit der Waffe, sondern mit Versen „in diesen heiligen Krieg“ ziehe. Seine banalisierende Lektüre prägte die Literaturgeschichtsschreibung der 1930er und 40er Jahre.
Selbst wo sich die Storm-Rezeption des 20. Jahrhunderts der Heimatkunstbewegung und der nationalsozialistischen Vereinnahmung verweigerte, hat sie Fontanes Gegensatz von Gesellschafts- und Heimatkunst häufig gegen Storm ausgelegt und die Welthaltigkeit des einen gegen die scheinbar provinzielle Enge des anderen auszuspielen versucht.

#### Thomas Mann

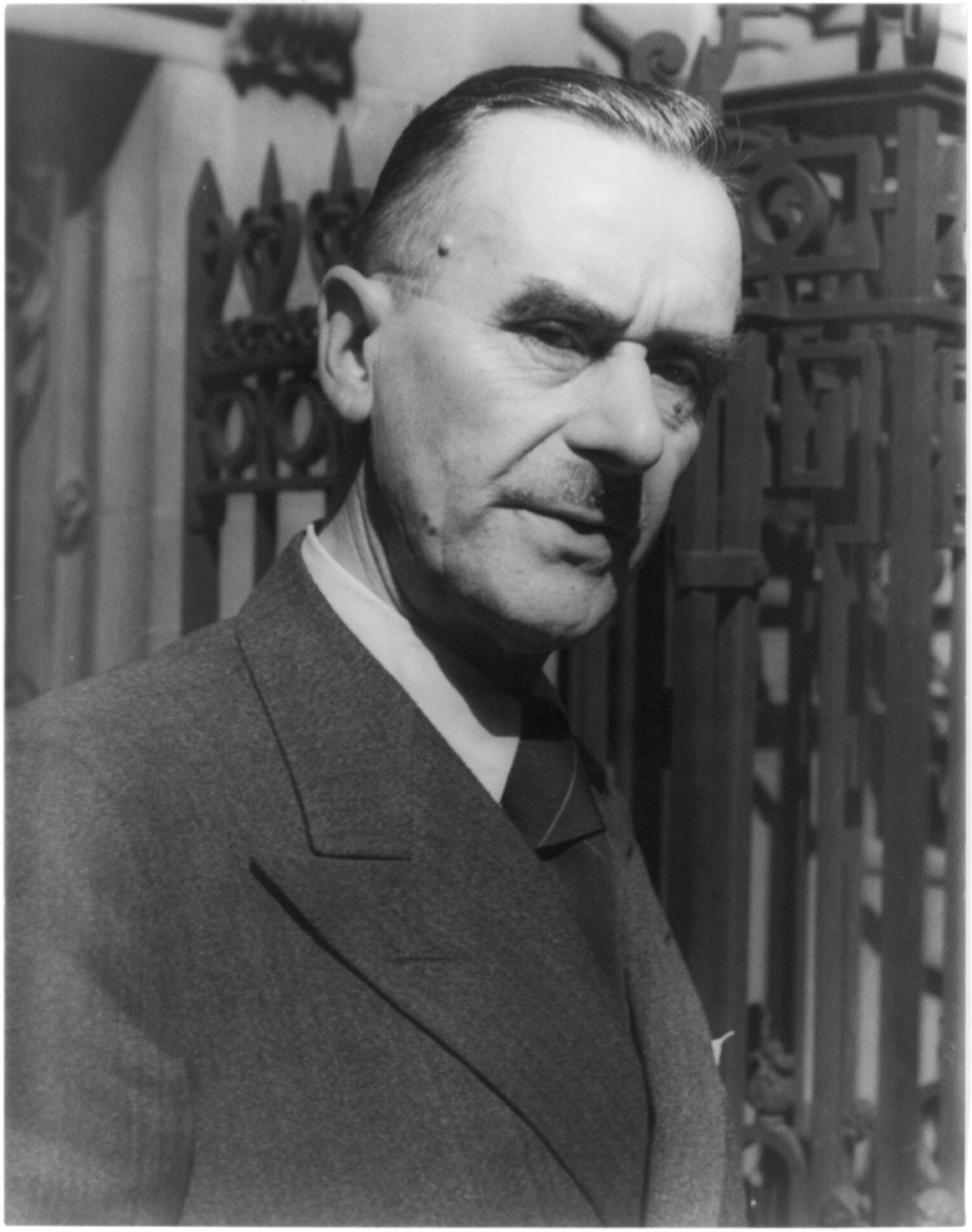
Thomas Mann, 1937

Eine Veränderung des Storm-Bildes ist besonders bei Thomas Mann zu erkennen.
In der von ihm selbst besonders geschätzten Novelle Tonio Kröger hat der Protagonist „ein Heft mit selbstgeschriebenen Versen“ und erinnert so an Reinhard, der seine Gedichte dem Pergamentband anvertraut.
Tonio Kröger gründet seine Bürgerlichkeit auf Storm-Lektüren und denkt beim Anblick der Tanzpartnerin an den Kehrreim des Gedichts Hyazinthen – „Ich möchte schlafen, aber du musst tanzen“ –, das die ambivalente Beziehung zwischen Subjekt und bürgerlicher Gesellschaft andeutet. Das Verhältnis zur Bürgerlichkeit ist hier bereits reflektiert und gebrochen, während in den späteren Betrachtungen eines Unpolitischen eine nationalkonservative Umdeutung erfolgt und Storm nun, abweichend von den Differenzierungen des Lukács-Essays, „als die germanische Gestalt des bürgerlichen Künstlertyps“ bezeichnet und sein „ethisch-handwerkliche Meistertum“ als „eigentlich deutsche Abwandlung des europäischen Ästhetentums“ und Spielart des l’art pour l’art eingeordnet wird. Der Verfall der bürgerlichen Ordnung, der als Hintergrund im Tonio Kröger und den Buddenbrooks erkennbar ist, sollte nicht ästhetisch, sondern ethisch verstanden werden. Man dürfe sich von den tiefsinnigen Texten Storms nicht wie in einer „Lust am Untergang“ verführen lassen, sondern müsse die anklingende Auflösung kathartisch, ja tragisch verstehen. Mit dieser Lesart war eine aktivistische Orientierung verbunden, die sich von Storm wie Lukács abwandte und eher dem Selbstbild des Verfassers geschuldet war, der die Décadence kriegerisch und nationalistisch überwinden und Storm zum Kronzeugen einer antimodernen Kultur machen wollte.
Die politische Metaphysik der konservativen Betrachtungen gab Thomas Mann spätestens mit seinem Storm-Essay von 1930 auf und besann sich wieder auf seine frühe Novelle. Die Schrift rückt die Lyrik in den Vordergrund und stellt sie mit vielen Zitaten und überschwänglichen Bewertungen vor. Sie beeindrucke durch die Kraft „der Lebens- und Empfindungsaussage“ und die ergreifende „Kunst der Formung zum Einfachen.“ Das „innerlich vielerfahren(e) Künstlertum Storms“ habe nichts zu tun „mit Simpelei und Winkeldumpfigkeit“ oder dem, was „Heimatkunst“ genannt werde.
Wandte Thomas Mann sich in seinem späteren Essay auch dem Kern der Storm’schen Dichtung zu, blieb er doch bestimmten Schlagworten und Denkmustern verhaftet, etwa indem er von Storms „Stammesheimatliebe“ oder dem „nordstämmigen Heidentum“ sprach, das ein wenig zum Antisemitismus tendiere.

#### Nationalsozialismus
Die nationalsozialistische Germanistik entdeckte den „Heimatdichter“ Storm für sich, hinterfragte aber ausgerechnet den von Mann bescheinigten Antisemitismus. Wer glaubte, Storm lasse sich als ein mit der Scholle verbundener Volksdichter umdeuten, stieß auf Hindernisse. So konstatierte Karl Boll, dass die „ausgesprochene Judensympathie“, die in Storms Freundschaft mit dem „Halbjuden“ Paul Heyse erkennbar sei, „zur Vollständigkeit des Bildes von Storms poetischer Anschauungswelt“ gehöre. Boll verwies auf die „sture Abweisung alles Preußischen“ und erwähnte die Begeisterung für den „französierte(n) Juden“ Heine. Storm habe den Reichsgedanken Bismarcks nicht verstanden, den Nationalismus auf „Heimaterde und Familie“ beschränkt und sei der „liberale(n) Ideenwelt idealistischer Biedermänner der ersten Jahrhunderthälfte“ verfallen.
In seinem Beitrag Dichtung und Volkstum suchte Wilhelm Steffen 1941 nach Storms „dunkle(m) Rassegefühl“ und prüfte dabei dessen „Stellung zum Judentum“. Abschließend fragte er, ob dem Dichter „der Rassestolz des nordischen Menschen“ fehle oder ob man auf die „Zeitbewegung der Romantik“ verweisen müsse, der auch das „fremde Volkstum“ reizvoll gewesen sei.
Trotz der Deutungsprobleme vereinnahmte die NS-Rezeption das Schaffen Storms in ihrem Sinne. Hierbei war der Einfluss Franz Stuckerts bestimmend, der zwischen 1937 und 1941 vier umfangreiche Beiträge sowie die Monographie Theodor Storm. Der Dichter in seinem Werk veröffentlichte. Seine Überzeugung, „aus dem Erlebnis von Volkstum und Rasse“ entstehe ein neues Storm-Bild, prägte die Interpretation dabei rassistisch wie narrativ. Stuckert deutete Storms Entwicklung als die einer Selbstfindung. Der Dichter habe sich von „artfremden“ und zersetzenden Kräften befreit und sich dem „Lebensgefühl des germanisch-nordischen Menschen“ hingegeben. Hatte die griechische Tragödie die Hamartie des tragischen Helden miteinbezogen, ersetzte Stuckert dieses Konzept durch einen „germanischen“ Begriff der Tragik, nach dem der Mensch mit den „unergründlichen Schicksalsmächten“ kämpft und schuldlos untergeht.
Auch in Wolfgang Kaysers linientreuer Dissertation Bürgerlichkeit und Stammestum in Theodor Storms Novellendichtung (1938) wurde Storms Œuvre vereinnahmt und im Sinne eines tragischen Schicksalskonzepts gedeutet. Um ein würdiger deutscher Bürger zu sein, müsse man sich überwinden und zu tieferen Einsichten in das Wesen der Wirklichkeit gelangen.

#### Nach 1945
Nach dem Ende des Zweiten Weltkriegs ging es zunächst darum, sich von Deutungsmustern des Nationalsozialismus zu befreien.
Laut David A. Jackson fiel es den Literaturwissenschaftlern nach 1945 leicht, den NS-Jargon durch „christlich-abendländische Wertbegriffe zu ersetzen“ und mit anderen Formen der Lebensphilosophie aus den 1920er und frühen 1930er Jahren zu verbinden. So sei Stuckerts während des Zweiten Weltkriegs erschienene Biographie in den Jahren 1952 und 1966 erneut aufgelegt worden. In seiner großen Stormbiographie von 1955 fehlten zwar die für die NS-Zeit typischen politischen Aussagen; an den bestimmenden Werten wurde hingegen festgehalten.
Auch die ideologiekritische Lektüre in beiden Teilen Deutschlands trug zu einer Perspektivverschiebung bei.
Die Kritiker der einflussreichen Stuckert-Deutung wollten Storm zunächst nicht nur vor der Vereinnahmung durch eine Blut-und-Boden-Ideologie bewahren und Mystifikationen aufdecken, sondern ihn auch von einem bestimmten Klassenstandpunkt aus einordnen.
Während es Hartmut Vinçon darum ging, Storm „gegen seine reaktionären Apologeten zu verteidigen“ und die Grenzen seiner Klassenkritik zu belegen, sah Fritz Böttger in ihm einen Gesellschaftskritiker, dessen Sympathie für liberale und demokratische Bestrebungen lange verfälscht und totgeschwiegen worden sei, und kritisierte „spießbürgerliche, provinzialistische und formalistische“ Vorstellungen. Die frühe Novelle Immensee spiegele die „nachrevolutionäre(n) Reaktionszeit“ und zeige den „Widerspruch zwischen dem bürgerlich-humanistischen Ideal und der reaktionären Praxis.“
In der Dichtung Storms werde stets die eigene Biographie des Bürgers sichtbar, der die Zeit für die Überwindung seiner Klasse gekommen sehe. Während des Exils in Potsdam habe Storm sich vom Preußentum distanziert und den Blick für Strukturen des „Patriarchalismus“ geschärft, sei aber seiner Klasse verhaftet geblieben.
Die Erzählung Auf dem Staatshof beleuchte den prozesshaften Übergang „der Landwirtschaft zum Kapitalismus und die große Agrarkrise“. Anne Lene personifiziere die untergehende „Welt des vorkapitalistischen [...] Großgrundbesitzes“, der nicht mehr wandlungsfähig sei.
Für Karl Ernst Laage deutet der Tod der Protagonistin am Ende der Erzählung nicht nur auf den „Verfall einer Familie“, sondern auch auf den Beginn der kapitalistischen Wirtschaftsordnung und das Ende der alten patrizischen Lebens- und Kulturepoche.
Fritz Martini bewertete die in der DDR entstandene marxistische Studie Fritz Böttgers äußerst negativ, was bezeichnend für die westdeutsche Storm-Deutung während des Kalten Krieges war. In seiner Darstellung der deutschen Literatur zwischen 1848 und 1898 zeigen die Aussagen zu Storm den Einfluss des Existentialismus, der in den Vereinigten Staaten und Westeuropa die Debatten bestimmte. Er hatte sich aus der Lebensphilosophie entwickelt und dominierte die Storm-Forschung in der Bundesrepublik bis in die 1960er Jahre.
Spätestens ab den 1990er Jahren sah die Storm-Forschung in der Psychologisierung einen Aspekt spätrealistischer und frühmoderner Literatur. War die psychoanalytische Literaturwissenschaft zunächst auf den Verfasser Storm konzentriert, etablierte sich schrittweise eine Textanalyse, die Storms Werke „als Analogiephänomen zu psychologischen Modellbildungen betrachtete.“
Es geht um bestimmte Konzeptionen des Narzissmus, die sich auf die Beziehungen zwischen den männlichen Figuren und ihren weiblichen Bezugsobjekten auswirken. In ihnen ist die Stabilisierung des Ichs der jeweiligen Protagonisten gefährdet. Die Gründe dafür liegen im Autonomiestreben und in der Entfaltung des Sexualtriebs der Bezugspersonen.
Storm stellte immer wieder deviante bzw. traumatisierte Charaktere wie Ines aus Viola Tricolor oder Rudolph aus Schweigen in den Mittelpunkt der Handlung.
Marianne Wünsch sah in Storms Schwierigkeiten, die späte Novelle Schweigen abzuschließen, typische Merkmale des Übergangs vom Realismus zur frühen Moderne. Der Autor habe mit einer neuen Konzeption der Psyche und psychischen Dynamik experimentiert und gezeigt, wie sich ein unbewältigtes Problem des Unbewussten auf das bewusste Ich auswirke. Mit dieser Erzählung bewege der Autor sich an den Grenzen des Realismus.
Bis in die Gegenwart spielt die psychoanalytische Deutung für die Storm-Forschung eine wichtige Rolle.
Die von Karl Ernst Laage und Dieter Lohmeier herausgegebene und seit 1987/88 vorliegende historisch-kritische Gesamtausgabe öffnete neue methodische Zugänge zum Œuvre Storms. Zu den zeitgenössischen Reflexionen gehören gendertheoretische Studien, in denen es um Fragen der Geschlechtsidentität und deren Funktionalisierung geht. Ein anderes Feld sind medienwissenschaftliche Untersuchungen mit Aspekten wie Erinnerung und Wahrnehmung. Weitere Analysen fokussieren sich auf Storms Wissenspoetik und erkenntnistheoretische Umbrüche in Bereichen wie Politik, Ökonomie, Theologie und Medizin.

### Verfilmungen
Viele Novellen Storms sind verfilmt worden, einige von ihnen mehrfach. Gerd Eversberg und Hans J. Wulff sprechen von 36 Projekten, die im Verlauf des zwanzigsten Jahrhunderts realisiert oder angedacht worden sind und Storms Popularität belegen.
Während von John Riew, der ersten Storm-Verfilmung aus dem Jahre 1917, keine Kopie vorliegt und vier Filme unvollendet blieben, können zwei nicht als Adaptionen im eigentlichen Sinne betrachtet werden.
Die verbleibenden Filme beruhen auf 16 literarischen Vorlagen. Von Storms Märchen liegen sechs Verfilmungen vor. Der kleine Häwelmann wurde 1955 und 1987, Hinzelmeier 1975 und Die Regentrude 1976, 2010 sowie 2018 als Das Märchen von der Regentrude verfilmt.
Mit vier Verfilmungen (1935, 1954, 1968 und 1989) wurde Pole Poppenspäler am häufigsten adaptiert. Die Novellen Der Schimmelreiter (1933/34, 1977/78, 1984), Immensee (1943, 1977/78, 1984) und Viola tricolor (1937, 1958, 1972) wurden je dreimal verfilmt. Zwei Verfilmungen liegen von Hans und Heinz Kirch (1975, 1979/80) und Aquis submersus (1950, 1979/80) vor.
Ein Fest auf Haderslevhuus (1921/22), Zur Chronik von Grieshuus (1924/25), Ein Doppelgänger (1975), Waldwinkel (1979), Draußen im Heidedorf (1980), Sylter Novelle (1982) und Schweigen (1984/85) wurden bislang einmal verfilmt. Mit Ausnahme einer spanischen (Viola Tricolor, 1972) und tschechischen (Die Regentrude, 2010) Version handelt es sich um bundesdeutsche oder DDR-Produktionen.
Storms Werk wurde hierbei auch ideologisch instrumentalisiert. In der ersten Verfilmung des Schimmelreiters mit Mathias Wieman als Hauke Haien und Marianne Hoppe als Elke funktionalisierten die Regisseure Curt Oertel und Hans Deppe den Text, um Werte und Normen aus der konstituierenden Phase des Nationalsozialismus im klassischen Gewand präsentieren und vermitteln zu können.
Die bekannteste Novelle Storms schien geeignet, Versatzstücke der Blut-und-Boden-Ideologie zu transportieren. So wird bereits in der Titelsequenz des von Winfried Zilligs Musik begleiteten Films ein Pflug auf der „vaterländische(n) Scholle“ gezeigt und nach der Besetzungsliste der Überlebenskampf des „stolzen und wetterharte(n)“ Volkes der Friesen erwähnt. Anders als in Storms Vorlage ist der Tod des alten, seine Pflicht vernachlässigenden Deichgrafen das Resultat seiner Genusssucht, die ihn als einen Parasiten „am Volkskörper“ ausweist, während ihm in der Novelle bereits Monate vor seinem Tod sein Lieblingsgericht nicht mehr schmeckt. Es ist, als würde er für sein dekadentes, dem NS-Ideologem widersprechendes Verhalten bestraft.
Die strahlende Gegenfigur Hauke Haien erscheint als außergewöhnliches Individuum. Sie ist ihrer Vielschichtigkeit und Widersprüchlichkeit beraubt und wird dem Zuschauer als Ausnahmeerscheinung von visionärer Größe und Äquivalent des „Führers“ präsentiert, die das Wohl aller im Sinn habe. So sind während einer Rede Haiens an die Dorfgemeinschaft rhetorische, mimische und gestische Ähnlichkeiten mit Adolf Hitler zu erkennen. Der neue Deich wird zum Symbol der Reichsgrenze, die gegen den äußeren Feind verteidigt und nach außen verlagert werden soll, um dem „Volk ohne Raum“ neue Lebensräume erschließen zu können.
Dem nationalsozialistischen Rollenbild entsprechend ist Elke lediglich Helferin ihres Mannes. Die Schilderung ihres erwachten Sendungsbewusstseins prägte spätere NS-Filme. Ebenso wie Veit Harlans Immensee-Verfilmung von 1943 entsprach das Werk der von Joseph Goebbels bestimmten Nationalsozialistischen Filmpolitik.
Wie die Schimmelreiter-Verfilmung folgt auch die Poppenspäler-Adaption von 1935 der NS-Ideologie. Die mit wenig Sympathie präsentierte Figur Tendler verkörpert das Alte, das für eine neue Zukunft einfach überwunden werden kann. Dieses Prinzip zeigt sich auch, als die Naturgewalt eines Unwetters eine Aufführung im Freien unmöglich macht und die Puppen mit sich reißt. Der erwachsene Paul, der als ehrlich und aufrecht dargestellt wird, distanziert sich von der Leidenschaft Tendlers. Während der Meisterprüfung stellt er sich als anständiger Deutscher vor, während sein Kontrahent schon physiognomisch im Nachteil ist.
Harlans Verfilmung der Novelle Aquis submersus griff zwar Elemente der Handlung auf, veränderte aber wichtige Aspekte der Narration.
Der Hamburger Senatsdirektor und Publizist Erich Lüth rief im September 1950 zum Boykott dieser Adaption auf und bezeichnete Harlan in einem Offenen Brief als „Nazifilm-Regisseur Nr. 1“. Als Regisseur des antisemitischen Propagandafilms Jud Süß sei er „am wenigsten von allen geeignet“, den Ruf des deutschen Films wiederherzustellen. Nachdem die Produktionsfirma auf Unterlassung geklagt und das Landgericht Hamburg in den Äußerungen eine „sittenwidrige Aufforderung zum Boykott“ erblickt hatte, wurden alle Instanzen bis zum Bundesverfassungsgericht ausgeschöpft. Im bedeutenden Lüth-Urteil hob das Gericht das Urteil auf, da es das Grundrecht des Beschwerdeführers Lüth auf freie Meinungsäußerung verletzt habe.
Im Gegensatz zur NS-Vereinnahmung von 1934 war Alfred Weidenmanns bundesdeutsche Adaption von 1978 entideologisiert, wenn auch stark vereinfacht. So wird die Literarizität der Geschichte nicht filmisch umgesetzt, sondern nur über ein Storm-Zitat vermittelt, mit dem das Phantastische gestützt und autorisiert wird.
Anders als in der Novelle stirbt das ersehnte Kind kurz nach der Geburt, da es zu schwach ist. Der zentrale Konflikt des Werkes verlagert sich ins Private und dreht sich um Schwierigkeiten des Ehelebens, während die politischen Aspekte in den Hintergrund treten.
Demgegenüber lässt die DDR-Produktion von Klaus Gendries erneut ein ideologisches Erklärungsmodell erkennen. So zeigt der Film die kulturelle Praxis, das Amt des Deichgrafen an den wohlhabendsten Bauern zu vergeben und nicht den jeweils Geeignetsten zu berücksichtigen und kritisiert so das Feudalsystem und den Kapitalismus. Wie in der NS-Version stirbt der alte Deichgraf an den Folgen seines Lebenswandels. Die Untätigkeit des alten Mannes wird deutlich, indem er schlafend eingeführt wird und im Schlaf stirbt.

## Gedenkstätten, Gesellschaften, Schulen

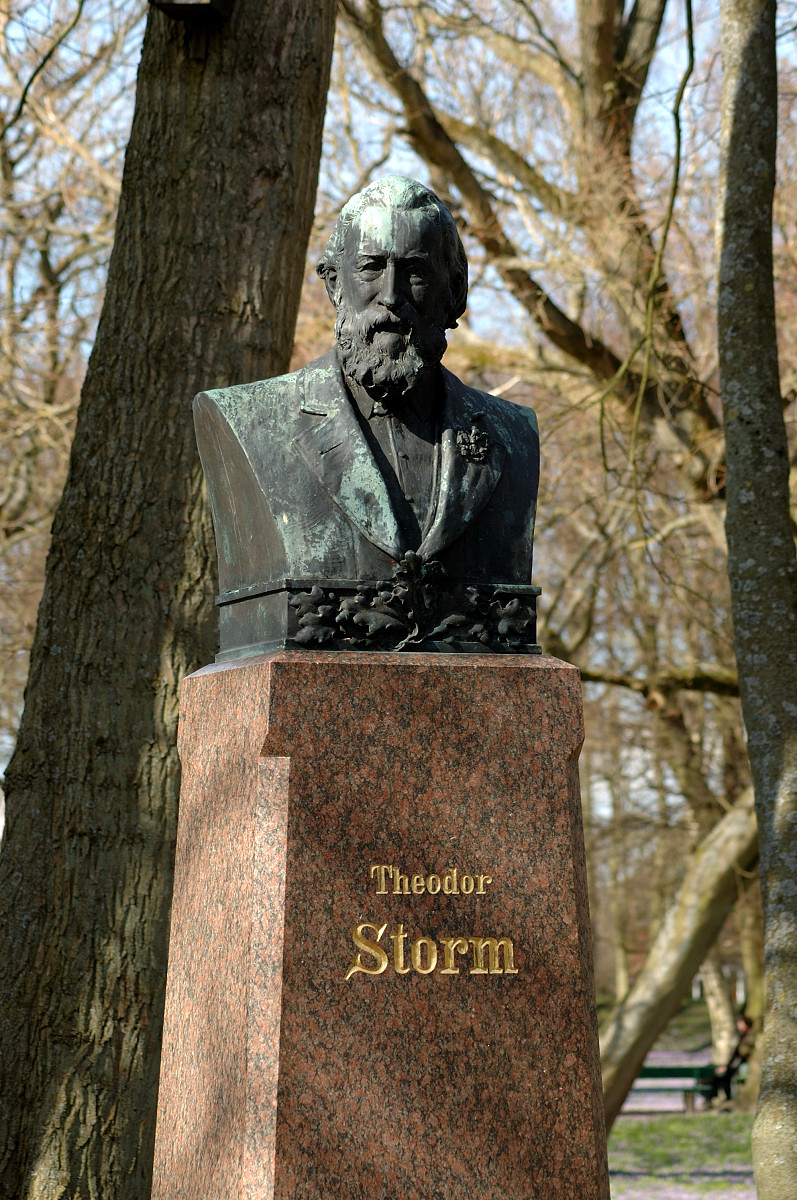
Storm-Büste von Adolf Brütt im Husumer Schlosspark

Zehn Jahre nach Storms Tod wurde an seinem Geburtstag seine von Adolf Brütt geschaffene Denkmalbüste im Husumer Schlosspark enthüllt. Die Stadt Husum ist bis heute bekannt als „graue Stadt am Meer“, nach dem Storm-Gedicht Die Stadt. In Husum und im übrigen Herzogtum Schleswig spielen viele Erzählungen Storms. Zahlreiche öffentliche Einrichtungen in ganz Deutschland, darunter Plätze, Straßen und die Theodor-Storm-Schulen, sind nach ihm benannt. Die Deutsche Gesellschaft zur Rettung Schiffbrüchiger benannte den Seenotkreuzer Theodor Storm nach dem Schriftsteller.
Die Theodor-Storm-Gesellschaft hat heute etwa 1100 Mitglieder, widmet sich der Erforschung seiner Werke und gibt eine eigene wissenschaftliche Zeitschrift (die „Schriften der Theodor-Storm-Gesellschaft“) heraus. Ihr derzeitiger Vorsitzender ist der Literaturwissenschaftler Philipp Theisohn. Sie hat ihren Sitz im Theodor-Storm-Haus in der Husumer Wasserreihe.
In Heiligenstadt erinnert heute das Literaturmuseum „Theodor Storm“ an das Leben und Wirken des Schriftstellers vor Ort. Das Museum mit anschließendem Rosengarten befindet sich im sogenannten Mainzer Haus, dem im 15. Jahrhundert erbauten ältesten Gebäude der Stadt.
In Hanerau-Hademarschen befindet sich im Waldpark Wilhelmshain am Eingangstor zum Waldfriedhof eine lebensgroße Bronzeplastik des Dichters. Im Heimatmuseum gibt es eine Dauerausstellung über Storm.

## Vertonungen (Auswahl)
- Robert Franz: Ach, wär’ es nie geschehen! für Singstimme und Klavier op. 23,3 (1855)
- Anton Rubinstein: Morgens für Singstimme und Klavier op.72,4 (1864)
- Hermann Goetz: Schneewittchen für Soli, Chor und Orchester, Text: Theodor Storm (1865–1866)
- Robert Emmerich: Drei Gesänge aus Immensee von Storm (Im Walde, Lied des Harfenmädchens, Meine Mutter hat’s gewollt) op. 17 (1866)
- Richard Heuberger: Ständchen für Singstimme und Klavier op. 9,3 no. 3 (1879)
- Johannes Brahms: Über die Heide für Singstimme und Klavier, op. 86, 4 (1882)
- Adolf Jensen: Lose für Singstimme und Klavier (1882)
- Carl Reinecke: Weihnachtslied für Singstimme und Klavier, op. 178,5 (1884)
- Adalbert von Goldschmidt: Über die Heide, Nelken, Albumblatt für Singstimme und Klavier
- Wilhelm Kienzl: Meine Mutter hat’s gewollt für mittlere Stimme und Klavier, op. 39,2 (1890)
- Max Reger: Gute Nacht für Singstimme und Klavier, Jugendlieder, no. 9. (1890/1)
- Max Reger: Nelken für mittlere Stimme und Klavier, op. 15,3 (1894)
- Alexander Zemlinsky: Geflüster der Nacht für Singstimme und Klavier op. 2 (1894–6)
- Ludwig Thuille: Sommermittag für Singstimme und Klavier op. 19,2 (1900)
- Robert Fuchs: Die Nachtigall für gemischten Chor a cappella, op. 64,6 (1900)
- Julius Weismann: Juli für Singstimme und Klavier op. 6,7 (1901/2)
- Franz Schreker: Wohl fühl’ ich wie das Leben rinnt für Singstimme und Klavier, op. 4, 3 (189-?)
- Franz Schreker: Lied des Harfenmädchens für Singstimme und Klavier, op. 7,8 (1900?)
- Max Reger: Einen Brief soll ich schreiben für Singstimme und Klavier, op. 76,8 (Schlichte Weisen) (1903–4)
- Alban Berg: Die Nachtigall für Singstimme und Klavier (1907)
- Erwin Schulhoff: Juli für Sopran und Klavier op. 18,3 (1911)
- Heinrich Kaminski: Elisabeth für Singstimme und Klavier (1909/12)
- Carl Orff: Begrabe nun dein Liebstes für Alt (oder Bariton) und Klavier, op. 3,2 (1910–20)
- Carl Orff: Die Nachtigall für Sopran und Klavier, op. 8,1 (1910–20)
- Theodor W. Adorno: Zwei Lieder nach Gedichten von Theodor Storm für eine Singstimme und Klavier: Die Nachtigall, Schließe mir die Augen beide, o. op. (komponiert 1918; aus dem Nachlass veröffentlicht 2007)
- Robert Heger: Ein Fest auf Haderslev, Oper in 3 Akten, Libretto vom Komponisten nach der Novelle Ein Fest auf Haderslevhuus (UA 1919)
- Alban Berg: Schließe mir die Augen beide für Sopran und Klavier (1925)
- Othmar Schoeck: April für tiefe Stimme und Klavier, op. 35,2 (1928)
- Ernst Křenek: Musikanten wollen wandern für mittlere Stimme und Klavier, op. 64,2 (1930)
- Ernst Křenek: Nun ein Scherflein in der Runde für mittlere Stimme und Klavier, op. 64,5 (1930)
- Kurt Hessenberg: Fiedellieder – Kantate nach Worten von Theodor Storm für Tenor, gemischten Chor und Orchester, op 22 (1939–1940)
- Josef Schelb: Fünf Lieder nach Gedichten von Theodor Storm (1934–1946)
- Kurt Hessenberg: Zehn Lieder nach Worten von Theodor Storm für Mezzosopran (oder Bariton), Klavier, Violine und Bratsche in wechselnder Besetzung (1944)
- Hermann Reutter: Fünf Lieder nach Gedichten von Theodor Storm für tiefe Stimme und Klavier, op. 58 (1945)
- Kurt Hessenberg: Drei Lieder auf Texte von Theodor Storm für mittlere Stimme und kleines Orchester, op. 32a (1948)
- Friedrich Zehm: Fünf Lieder nach Gedichten von Theodor Storm für Sopran und Klavier (um 1948)
- Peter Ury: Timothy. Kinderoper nach dem Märchen Hinzelmeier. Eine nachdenkliche Geschichte. Libretto: Peter Zadek (1952)
- Walter Furrer: Der Schimmelreiter, Radiophantasie mit Sprechrollen, einer Gesangspartie, Chor und großem Orchester, o. op. (1958)
- Heinrich Poos: Sechs Gedichte von Theodor Storm für Männerchor a cappella, o. op. (1975, rev. 2004)
- Bertold Hummel: Zehn Lieder nach Gedichten von Theodor Storm für mittlere Stimme und Klavier, op. 71b (1975–1983) bertoldhummel.de
- Wilfried Hiller: Der Schimmelreiter – Zweiundzwanzig Szenen und ein Zwischengesang nach Theodor Storm (1996–1997), Libretto von Andreas K. W. Meyer
- Wolfram Oettl: Die Regentrude – Kinderoper nach Motiven von Theodor Storm (2004), Libretto Nina Rausch
- Gustav Jenner: Lieder nach Theodor Storm, aufgenommen 2020
- Robert Lillinger: Die Regentrude, Sinfonische Dichtung für großes Orchester nach Theodor Storms gleichnamigem Märchen, o. op. (2021)
- Martin Christoph Redel: Schließe mir die Augen beide – Drei Motetten für 4-8-stimmigen Chor a cappella (2023)
- Jörg Weigand: Das Herz, das Herz. 15 Liebeslieder nach Theodor Storm. Winnert: p.machinery (2024)

## Verfilmungen (Auswahl)
- John Riew – Ein Mädchenschicksal, Regie Walter Schmidthässler, mit Hermann Vallentin, Dagny Servaes, Käthe Dorsch, Deutschland 1917
- Ein Fest auf Haderslevhuus, Regie August Weigert, mit Hanns Beck-Gaden und Hanna Ralph, Deutschland 1921
- Schimmelreiter, Szenarium und Regie Hans Deppe und Curt Oertel, mit Mathias Wieman, Marianne Hoppe u. a., Fritsch-Tonfilmproduktion, Deutschland 1934, auf DVD
- Immensee, Szenarium: Veit Harlan und Alfred Braun, mit Kristina Söderbaum, Carl Raddatz u. a., Regie Veit Harlan, Ufa 1943, auf DVD
- Der Puppenspieler, Szenarium: Veit Harlan und Alfred Braun, Regie Veit Harlan, Ufa 1945, unvollendet
- Pole Poppenspäler, Szenarium und Regie: Artur Pohl, DEFA 1954, auf DVD
- Pole Poppenspäler, Szenarium: Wolfdietrich Schnurre, Regie Günther Anders, Bundesrepublik 1968
- John Glückstadt, nach der Novelle Ein Doppelgänger, Regie und Drehbuch Ulf Miehe, Bundesrepublik 1975
- Hans und Heinz Kirch, Szenarium: Benno Meyer-Wehlack, Regie: Günter Gräwert, Bundesrepublik 1976
- Schimmelreiter, Szenarium: Georg Althammer, mit John Phillip Law u. a., Regie: Alfred Weidenmann, Bundesrepublik 1978, auf DVD
- Am grauen Strand, am grauen Meer, nach der Novelle Hans und Heinz Kirch, Szenarium: Gerhard Rentzsch, Regie: Klaus Gendries, Fernsehen der DDR 1980, auf DVD Icestorm 2013
- Der Schimmelreiter, Szenarium: Gerhard Rentzsch, mit Silvester Groth u. a., Regie: Klaus Gendries, Fernsehen der DDR 1984, auf DVD Icestorm 2010
- Es steht der Wald so schweigend, nach der Novelle Schweigen, Szenarium: Friedemann Schreiter, mit Henry Hübchen u. a., Regie: Wolfgang Hübner, Fernsehen der DDR 1985
- Immensee, Szenarium: Gerhard Rentzsch, Regie: Klaus Gendries, Fernsehen der DDR 1989, auf DVD Icestorm 2011

## Hörspiele
- 1946: Immensee – Regie: Hans Sattler, Paul Land, Rosemarie Kilian (SDR)[190]
- 1946: Ein Bekenntnis – Regie: Cläre Schimmel, mit Herbert Herbe, Rosemarie Kilian, Willy Leyrer (SDR)
- 1946: Ein Bekenntnis (BR)
- 1946: Das Bekenntnis (HR)
- 1946: Aquis Submersus – Regie: Cläre Schimmel, mit Paul Land, Joachim Heesch, Christine Kayssler (SDR)
- 1951: Vadder und Söhn (Vorlage: Hans und Heinz Kirch) (NWDR Hamburg)
- 1952: Pole Poppenspäler – Regie: Werner Perrey, mit Joseph Offenbach, Tilla Homann, Ingeborg Walther (NWDR Hamburg)
- 1954: Pole Poppenspäler – Regie: Heinz-Günter Stamm, mit Max Eckard, Claus Biederstaedt, Ursula Traun (BR)
- 1955: De Regentrude – Regie: Bernd Wiegmann (RB)
- 1959: Immensee – Regie: Otto Kurth, mit Wolfgang Schirlitz, Helmut Griem, Gustl Halenke (WDR)
- 1959: Regentrude – Regie: Bernd Wiegmann, mit Heinz Funke, Lore Mentrup, Hans Walter Küchelmann (RB)
- 1962: Carsten Curator – Regie: Hans Mahler, mit Otto Lüthje, Heidi Kabel, Ruth Rastedt (NDR)
- 1966: Pole Poppenspäler – Regie: Lothar Schluck, mit Peter Fitz, Thomas Rosengarten, Horst W. Loos
- 1976: Carsten Curator – Regie: Siegfried Niemann, mit Ernst Wilhelm Borchert, Bernhard Minetti, Horst Bollmann (SFB)
- 1977: Im Nachbarhause links – Regie: Siegfried Niemann, mit Edith Robbers, Jürgen Thormann, Heinz Giese (SFB)
- 1977: Pole Poppenspäler – Regie: Klaus-Dieter Pittrich, mit Peter René Körner, Martin Korp, Ursula von Reibnitz (WDR)
- 1986: Der Schimmelreiter (Zweiteiler) – Regie: Werner Buhss, mit Michael Schweighöfer, Dagmar Manzel, Stefan Lisewski (Rundfunk der DDR)
- 1988: Aquis submersus – Regie: Tibor von Peterdy, mit Fritz Bachschmidt, Karin Buchali, Jürgen Hilken (DW)
- 1989: Pole Poppenspäler – Regie: Tibor von Peterdy, mit Alf Marholm, Gisela Claudius, Michael Oenicke (DW)
- 1989: Unterm Tannenbaum – Regie: Tibor von Peterdy, mit Jürgen Hilken, Manfred Heidmann, Karin Buchali (DW)
- 2005: Der Schimmelreiter (Frei nach Motiven von Storms Novelle) – Regie: Sven Stricker, mit Gerd Baltus, Jörg Pleva, Konstantin Graudus (NDR)

## Primärliteratur

### Werkausgaben
- Sämtliche Schriften. Erste Gesamtausgabe, 6 Bände. Braunschweig 1868.
- Gesammelte Schriften. 19 Bände. Braunschweig 1877–1889.
- Sämtliche Werke. Neue Ausgabe, 8 Bände. Braunschweig 1898.
- Werke. Hrsg. von Theodor Hertel, 6 Bände. Leipzig/Wien 1919.
- Sämtliche Werke. Hrsg. von Albert Köster, 8 Bände. Leipzig 1919–1920.
- Sämtliche Werke. Hrsg. und eingeleitet von Gertrud Storm, 4 Bände. Leipzig 1927.
- Sämtliche Werke. Hrsg. von Peter Goldammer, 4 Bände. Berlin (Ost) 1956 (6. Auflage. Weimar 1986).
- Sämtliche Werke. Hrsg. von Christian Jenssen, Sonderausgabe Die Tempel-Klassiker, 2 Bände. Wiesbaden 1975.
- Sämtliche Werke. Hrsg. von Christian Jenssen, Sonderausgabe Die Tempel-Klassiker, 8 Bände. Dreieich 1981, ISBN 978-3-8201-0053-2.
- Sämtliche Werke. Hrsg. von Karl Ernst Laage und Dieter Lohmeier, 4 Bände. Frankfurt am Main 1987–1988.
- Werke in einem Band. Hrsg. von Peter Goldammer, Hanser Bibliothek, 1988, ISBN 3-446-15091-9.

### Briefausgaben
- Theodor Storm, Constanze Storm: Briefwechsel. Hrsg. von Regina Fasold. Erich Schmidt Verlag, Berlin 2009, ISBN 978-3-503-09879-8.
- Theodor Storm – Klaus Groth: Briefwechsel. Krit. Ausgabe. In Verbindung mit der Theodor-Storm-Gesellschaft hrsg. von Boy Hinrichs. Erich Schmidt, Berlin 1990, ISBN 3-503-03010-7.
- Theodor Storm – Theodor Fontane: Briefwechsel. Krit. Ausgabe. Hrsg. von Gabriele Radecke. Erich Schmidt, Berlin 2011, ISBN 978-3-503-12280-6.

### Sammlungen
- Theodor Storm: Gedichte. Ausgewählt und eingeleitet von Gertrud Storm, Stuttgart 1923.
- Theodor Storm: Sämtliche Novellen (3 Bde.: Ein Blatt aus sommerlichen Tagen, Am grauen Meer, Über der Tiefe), hrsg. und mit Nachworten von Ludwig Bäte, C. Bertelsmann Verlag, Gütersloh 1946ff.
- Theodor Storm: Erzählungen, Verlag Philipp Reclam jun., Stuttgart 1998, ISBN 3-15-056144-2.
- Theodor Storm: Spuk- und Gespenstergeschichten. Hrsg. von Gerd Eversberg. Erich Schmidt, Berlin 2017, ISBN 978-3-503-17192-7.

## Sekundärliteratur

### Periodisch erscheinende Schriften
- Husumer Beiträge zur Storm-Forschung (HuB), Erich Schmidt Verlag Berlin
- Storm – Briefwechsel, (StBw) Erich Schmidt Verlag Berlin
- Schriften der Theodor-Storm-Gesellschaft, Boyens Verlag Heide
- Storm-Blätter aus Heiligenstadt, Heiligenstadt

### Biografische Darstellungen
- Paul Barz: Theodor Storm. Wanderer gegen Zeit und Welt. Biographie. Aufbau-Taschenbuch-Verlag, Berlin 2004, ISBN 3-7466-1618-2.
- Georg Bollenbeck: Theodor Storm. Eine Biographie. Insel, Frankfurt am Main 1988, ISBN 3-458-14621-0.
- Uwe Carstens: Lieber Freund Ferdinand. Die bemerkenswerte Freundschaft zwischen Theodor Storm und Ferdinand Tönnies. Norderstedt 2008, ISBN 978-3-8370-4762-2.
- Gerd Eversberg: Theodor Storm. Künstler – Jurist – Bürger. Weimarer Verlagsgesellschaft, Weimar 2017, ISBN 978-3-7374-0253-8.
- Regina Fasold: Theodor Storm. Sammlung Metzler, Stuttgart 1997, ISBN 3-476-10304-8.
- David A. Jackson: Theodor Storm. Dichter und demokratischer Humanist. Eine Biographie. Erich Schmidt, Berlin 2001, ISBN 3-503-06102-9.
- Herbert Kraft: Theodor Storm. Leben und Schreiben eines Aufklärers. Königshausen & Neumann, Würzburg 2021, ISBN 978-3-826-07404-2
- Karl Ernst Laage: Theodor Storm. Leben und Werk. 8., erweiterte und überarbeitete Auflage. Husum 2007, ISBN 978-3-88042-650-4.
- Karl Ernst Laage: Theodor Storm. Eine Biographie. Boyens, Heide 1999, ISBN 3-8042-0856-8
- Jochen Missfeldt: Du graue Stadt am Meer. Carl Hanser Verlag, München 2013, ISBN 978-3-446-24141-1.
- Jochen Missfeldt, Christian Demandt, Angelika Fischer: Theodor Storm in Husum. Menschen und Orte. Edition A.B. Fischer, Berlin 2016, ISBN 978-3-937434-68-1.
- Roger Paulin: Theodor Storm. München 1992, ISBN 3-406-35048-8.
- Robert Pitrou: La vie et l'œuvre de Theodor Storm (1817-1888). Verlag: Félix Alcan, Paris 1920. (Volltext)
- Paul Schütze: Theodor Storm. Sein Leben und seine Dichtung. Berlin 1887. (Erste Storm-Biographie)
- Gertrud Storm: Theodor Storm. Ein Bild seines Lebens. 2 Bde. Berlin 1912–1913. (Bd. 1: Jugendzeit; Bd. 2: Mannesalter)
- Gertrud Storm: Mein Vater Theodor Storm. Berlin 1922.
- Hartmut Vinçon: Theodor Storm mit Selbstzeugnissen und Bilddokumenten dargestellt. 16. Auflage. Rowohlt, Reinbek bei Hamburg 2004, ISBN 3-499-50186-4.

### Editionswissenschaftliche Untersuchungen und Bibliografien
- Gabriele Radecke: „Schließlich die Bitte, mir das M.S. baldmöglich wiederzusenden, da es brennt“. Zur Kommentarfunktion von Briefbeilagen am Beispiel von Theodor Fontanes Briefwechseln mit Bernhard von Lepel und Theodor Storm. In: Probleme des Kommentierens. Beiträge eines Innsbrucker Workshops. Hrsg. von Wolfgang Wiesmüller. Innsbruck 2014 (Innsbrucker Beiträge zur Kulturwissenschaft Germanistische Reihe, Bd. 80), S. 131–146.
- Gabriele Radecke: „Als hätten wir was aneinander versäumt“. Zur kritischen und kommentierten Neuedition von Theodor Storms Briefwechsel mit Theodor Fontane. In: Schriften der Theodor-Storm-Gesellschaft. Band 60 (2011), S. 33–48.
- Theodor-Storm-Gesellschaft Husum: Die Storm-Handschriften aus dem Nachlaß von Ernst Storm. Mit der Edition des „Concepts“ zur Novelle „Der Schimmelreiter“. Hrsg. Kulturstiftung der Länder, Bundesministerium des Innern, Innenministerium des Landes Schleswig-Holstein u. a., Kulturstiftung der Länder – Patrimonia Nr. 151. Berlin 1999.
- Hans-Erich Teitge (Kompilator); Deutsche Staatsbibliothek (Hrsg.): Theodor-Storm-Bibliographie. 1967.
- Alfred Sobel, Bernadette Benedikt (Hrsg.): Theodor-Storm-Bibliographie 1967–1991. Mit beigefügtem Verzeichnis von Lehrerhandreichungen und Unterrichtshilfen zu T. Storm für den Deutschunterricht. Wiesbaden 1993, ISBN 3-9802928-1-9.

### Einzeluntersuchungen
- Bernd Balzer: Der dreifach eingefriedete Konflikt – Theodor Storm: Der Schimmelreiter (1888). In: Einführung in die Literatur des bürgerlichen Realismus. Wissenschaftliche Buchgesellschaft, Darmstadt 2012, ISBN 978-3-534-24813-1, S. 100–108.
- Mareike Börner: Dichtung und Wahrheit – „Immensee“. In: Mädchenknospe – Spiegelkindlein: Die Kindfrau im Werk Theodor Storms. Königshausen & Neumann, Würzburg 2009, ISBN 978-3-8260-4125-9.
- Christian Demandt, Philipp Theisohn (Hrsg.): Storm-Handbuch. Leben – Werk – Wirkung. Metzler, Stuttgart 2017, ISBN 978-3-476-02623-1.
- Heinrich Detering: Kindheitsspuren. Theodor Storm und das Ende der Romantik. Boyens, Heide 2011. ISBN 978-3-8042-1333-3.
- Gerd Eversberg (Hrsg.): Storms erste große Liebe. Theodor Storm und Bertha von Buchan in Gedichten und Dokumenten. Boyens, Heide 1995, ISBN 3-8042-0762-6.
- Karl Ernst Laage: Theodor Storm privat. Boyens, Heide 2013, ISBN 978-3-8042-1383-8.
- Karl Ernst Laage: Theodor Storm zum 200. Geburtstag. Aufsätze, Untersuchungen, Dokumente. Boyens, Heide 2017, ISBN 978-3-8042-1460-6.
- Frithjof Löding: Theodor Storm und Klaus Groth in ihrem Verhältnis zur schleswig-holsteinischen Frage. Dichtung während einer politischen Krise, (Quellen und Forschungen zur Geschichte Schleswig-Holsteins Band 84), Neumünster 1985.
- Dieter Lohmeier: Juden in Leben und Werk Theodor Storms. In: Schriften der Theodor-Storm-Gesellschaft. Band 43 (1994), S. 7–22.
- Hartmut Pätzold: „So muß gearbeitet werden“. Überlegungen im Anschluss an Theodor Fontanes Lob von Storms Novelle „Renate“. In: Schriften der Theodor-Storm-Gesellschaft. Band 54, Heide in Holstein 2005, S. 113–130.
- Eckart Pastor: Die Sprache der Erinnerung. Zu den Novellen von Theodor Storm. Athenäum, Frankfurt am Main 1988, ISBN 3-610-08935-0.
- Harro Segeberg: Theodor Storm als „Dichter-Jurist“. Zum Verhältnis von juristischer, moralischer und poetischer Gerechtigkeit in den Erzählungen „Draußen im Heidedorf“ und „Ein Doppelgänger“. In: Schriften der Theodor-Storm-Gesellschaft. Band 41, Heide in Holstein 1992, S. 69–82.